# 슈퍼레이스
슈퍼레이스(SUPERRACE CHAMPIONSHIP)은 2007년 시작된 한국 최대의 모터스포츠 이벤트이다.

## 개요

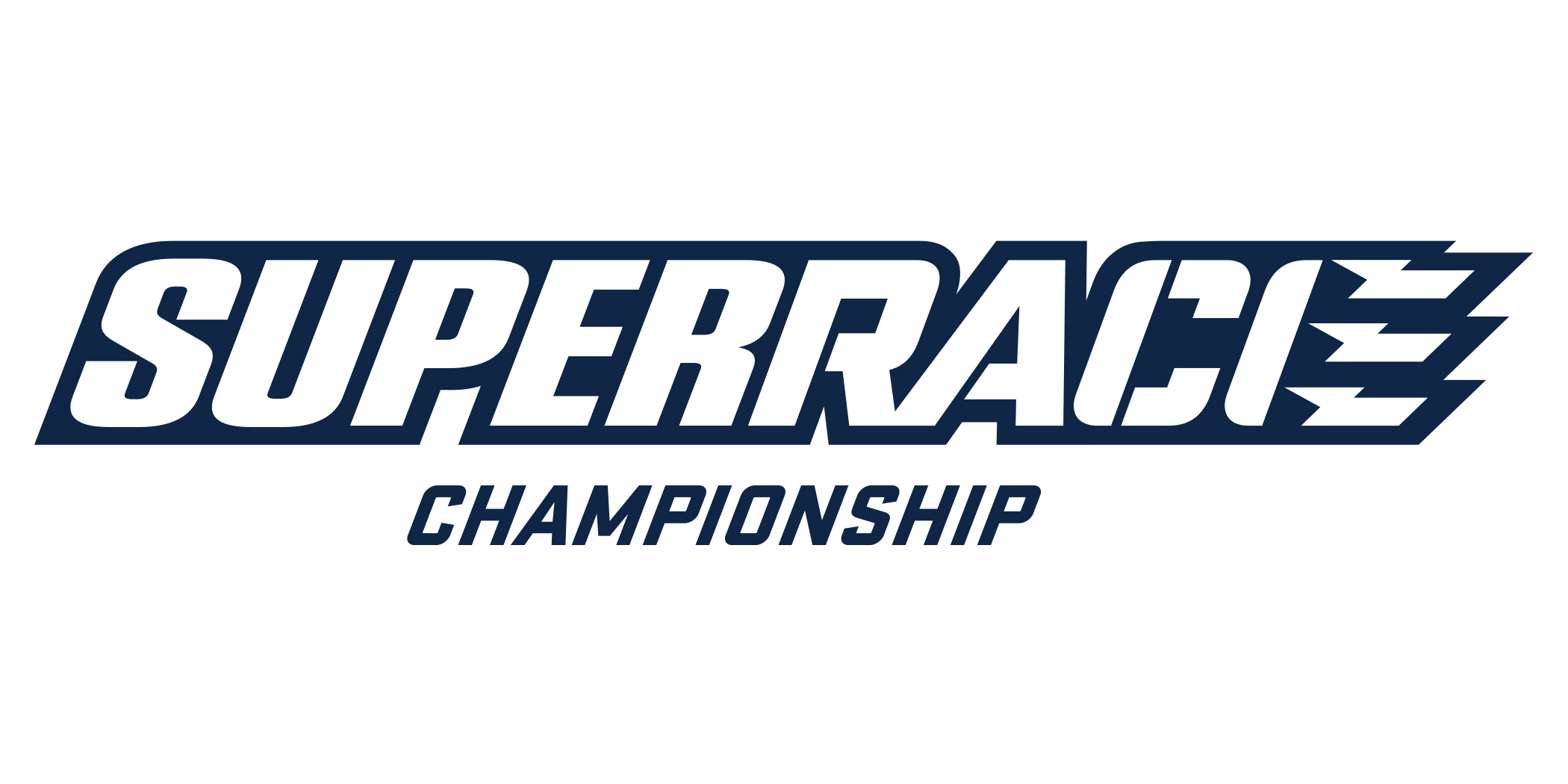

슈퍼레이스 챔피언십(SUPERRACE CHAMPIONSHIP)은 ㈜슈퍼레이스가 주최, 주관하는 대한민국의 모터스포츠 대회다. 대한자동차경주협회(KARA)의 공인을 얻은 챔피언십 대회로 연중 레이스를 개최한다. 대한민국의 주요 서킷(코리아인터내셔널서킷, 에버랜드 스피드웨이, 인제스피디움)에서 대회를 진행하며 과거에는 일본, 중국 등 인접 국가에서 경기를 치르기도 했다. 슈퍼레이스 챔피언십의 최상위 시리즈인 슈퍼 6000 클래스는 아시아 유일의 스톡카 레이스다. 슈퍼 6000 클래스를 비롯해 GT(Grand Touring) 클래스 등 다양한 레이스 시리즈가 포함돼 있다.

## 역사
2006년 출범한 코리아 GT 챔피언십(KGTC)의 시즌 중반 CJ가 대회의 타이틀 스폰서로 나서면서 2007년부터 CJ 슈퍼레이스라는 이름으로 바뀐 후 CJ O 슈퍼레이스, CJ Tving.com 슈퍼레이스, CJ 헬로모바일 슈퍼레이스 등 CJ그룹 내 기업들이 돌아가면서 타이틀 스폰서를 맡았고 2016년부터는 CJ대한통운으로 타이틀 스폰서가 바뀌면서 현재의 명칭이 되었다.
출범 초기에는 용인의 AMG 에버랜드 스피드웨이, 태백 레이싱 파크 등에서 개최되다가 에버랜드 스피드웨이가 보수공사에 들어간 직후에는 태백에서만 경기가 진행되는 등, 여러모로 국내에서의 열악한 상황을 보여주는 안타까운 모습이 있었다. 2010년부터는 일본의 오토폴리스 서킷에서 첫 해외 원정 레이스를 시작하면서 아시아 지역에서의 인지도를 조금씩 높여가기 시작했다. 2013년부터는 아예 고정적으로 중국과 일본에서도 경기를 개최하며, 2016년 최고 클래스인 SK ZIC 6000 클래스의 경우 중국의 주하이 인터내셔널 서킷과 상하이 인터내셔널 서킷, 일본의 후지 스피드웨이에서 차례대로 해외 원정 레이스가 개최되었다.
2012년부터는 모터스포츠와 엔터테인먼트를 결합한 '모터테인먼트'를 모토로 내걸고 시즌 중반에 나이트 레이스를 실시했으며, 2019년까지 인제 스피디움에서의 나이트 레이스가 개최되었다. 2020년에는 코로나 사태로 인해 나이트 레이스가 스케줄에서 빠졌다.
2016년은 8년만에 레이스를 개최하는 용인 AMG 에버랜드 스피드웨이에서의 개막전이 성황리에 종료되어 대한민국 모터스포츠의 발전 가능성이 긍정적으로 점쳐지는 계기가 될 것이라는 게 팬들의 기대이다.
2017년에는 KSF의 제네시스 쿠페 클래스와 벨로스터 터보 클래스를 각각 GT2와 GT3로 흡수하면서 양적 성장을 이뤘지만 GT클래스의 확대에 대한 우려의 시선도 있다. 작년 슈퍼레이스의 성장을 목표로 이뤄진 6000클래스의 해외원정으로 인해 GT클래스 일정이 꼬였는데 경기를 하지 않을 수는 없으니 GT챔피언십이라는 명목하에 단기간에 2경기를 몰아서 처리해버렸다. 
현대 제네시스 카울 스톡카를 사용 중이었다가 2016년부터 캐딜락 ATS-V로 교체되었다. 2019년으로 캐딜락과의 계약이 만료된 후 토요타 GR수프라로 교체되었다. 
2017년 시즌부터 종전의 세미프로 클래스에 지각변동이 있었는데, Shell Helix Ultra 1600(슈퍼 1600)이 사라지면서 이쪽에서 뛰던 차들이 GT3과 GT4로 옮겨갔고, Ecsta V720 Cruze & Accent는 슈퍼챌린지로 이관되었다. 관련 정보 즉 슈퍼챌린지의 Super D 클래스가 과거의 Ecsta V720 Cruze & Accent인 셈.

## 주요 이벤트
슈퍼레이스 챔피언십은 라운드 별로 특색 있는 컨셉트를 부여해 관람의 재미를 더하고 있다.

### 나이트 레이스
슈퍼레이스 챔피언십의 나이트 레이스는 2012년 처음 시도됐다. 야간에 레이스가 열리는 사건이 국내에서는 유례가 없던 일이어서 관심을 모았다. 강원도 태백시의 태백레이싱파크에서 열린 첫 나이트 레이스에서는 김의수가 우승했다. 시즌마다 한 경기씩 열리는 나이트 레이스는 2014년까지 태백에서 개최되다가 2015년부터는 강원도 인제군의 인제스피디움으로 장소를 옮겨 현재까지 이어지고 있다. 인제스피디움에서는 화려한 조명과 음악이 어우러진 DJ들의 쇼가 열려 클럽 같은 분위기를 만들기도 했다. 2020년에는 COVID-19으로 인해 열리지 않았다. 2023년에는 수도권인 용인 에버랜드 스피드웨이에서 사상 처음으로 나이트 레이스가 펼쳐졌고, 2024년에는 나이트 레이스를 총 3차례나 열면서 썸머 시즌을 도입했다. 

### 아시아 모터스포츠 카니발
아시아 모터스포츠 카니발은 2017년부터 시작돼 전라남도 영암군의 코리아인터내셔널서킷(KIC)에서 개최되고 있다. 아시아 지역을 기반으로 열리는 해외 레이스 시리즈를 슈퍼레이스 챔피언십의 서포트 레이스로 초청해 국내에서 보기 힘들었던 새로운 레이스를 선보이는 것으로 관심을 모아온 이벤트다. 그동안 아시아 모터스포츠 카니발을 통해 ‘아우디 R8 LMS컵’, ‘TCSA’(Touring Car Series in Asia), ‘슈퍼 포뮬러 주니어’, ‘아시아 드리프팅 컵’, ‘블랑팡 GT 월드 챌린지 아시아’, ‘람보르기니 슈퍼 트로페오 아시아’ 등 여러 가지 레이스가 진행됐다. 2020년에는 COVID-19으로 인해 국가 간 이동이 제한되면서 해외 레이스가 열리지 못했다. 2023년에는 포르쉐 카레라 컵 아시아가 참가했다. 

### 강원 국제 모터페스타
2018년부터 인제스피디움에서 개최되고 있는 이벤트로 레이스뿐 아니라 드리프트, 짐카나, 에코랠리 등 다양한 모터스포츠를 선보이고 있다. 모터스포츠 경기에 더해 유명가수들이 등장하는 콘서트도 열려 관람객을 비롯해 대회에 참가하는 관계자, 지역주민들까지 함께 즐기는 장면을 만들기도 했다. 2019년에는 이 콘서트가 슈퍼레이스 챔피언십을 생중계하는 종합편성채널 채널A에 방송되기도 했다. 페스티벌의 명칭을 사용하는 것에서 드러나듯이 여러 모터스포츠의 재미를 알리는, 모터스포츠를 중심으로 한 축제를 표방하고 있다.

## 클래스
CJ대한통운이 후원하는 2024 오네(O-NE) 슈퍼레이스 챔피언십에서는 슈퍼 6000, GT 클래스, GT4 클래스, 프리우스 PHEV 클래스, 루벡스 M 클래스, 알핀 클래스, 래디컬 컵 코리아, 코리아 트로페오까지 총 8개의 클래스를 만나볼 수 있다.

### 슈퍼 6000

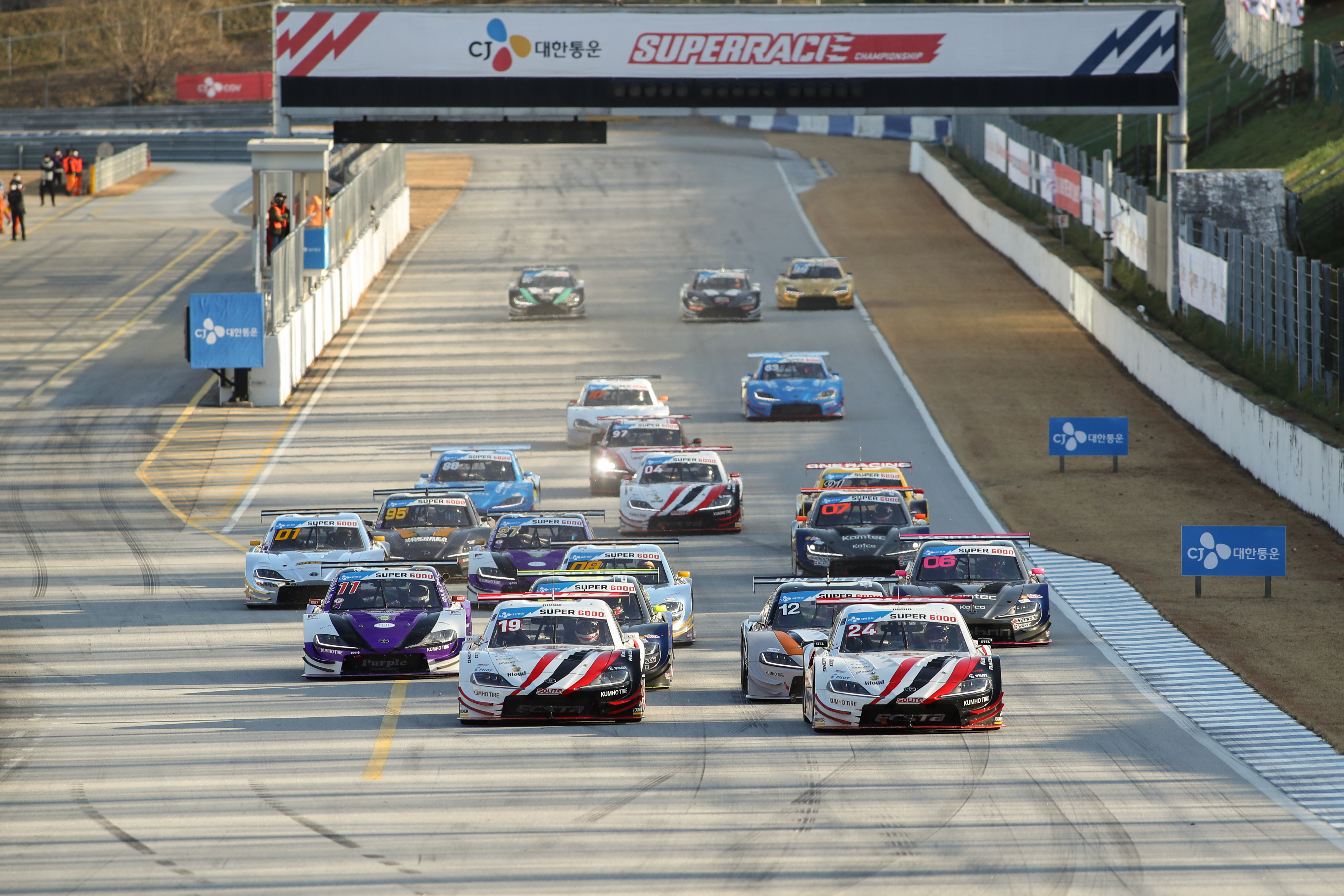
슈퍼 6000 클래스 스타트 장면

슈퍼 6000(SUPER 6000) 클래스는 슈퍼레이스 챔피언십의 최상위 종목으로 2008년 시작된 이래 현재까지 국내/외 정상급 드라이버들이 참여하고 있다. 스톡카는 오직 레이스를 위해 제작된 차량으로 내부에 어떠한 편의시설 없이 오로지 주행을 위해 필요한 장치들과 드라이버의 안전장비만을 갖추고 있는다. 레이스에 참가하는 모든 스톡카에는 460마력을 내는 GM사의 V8, 6200cc 엔진이 동일하게 탑재돼 있다. 스톡카의 외형은 바디 스폰서사에 따라 달라지게 되는데 2020년부터는 토요타의 GR 수프라를 베이스로 디자인한 바디를 채택하고 있다.
차량의 최소 무게는 1,270kg이며 핸디캡 웨이트 규정에 따라 더 무거워질 수는 있지만 최소 무게 미만으로 내려갈 수는 없다. 모든 참가 차량은 타이어 제조사를 자유롭게 선택할 수 있으며 웜업부터 연습주행, 예선과 결승까지 정해진 수량만큼의 타이어를 사용해야 하므로 신중한 전략이 필요하다. 각 라운드 마다 순위에 따라 챔피언십 포인트를 차등으로 부여하는데 이 챔피언십 포인트의 총합이 가장 높은 드라이버, 팀이 그 시즌의 챔피언이 된다.

### GT 클래스

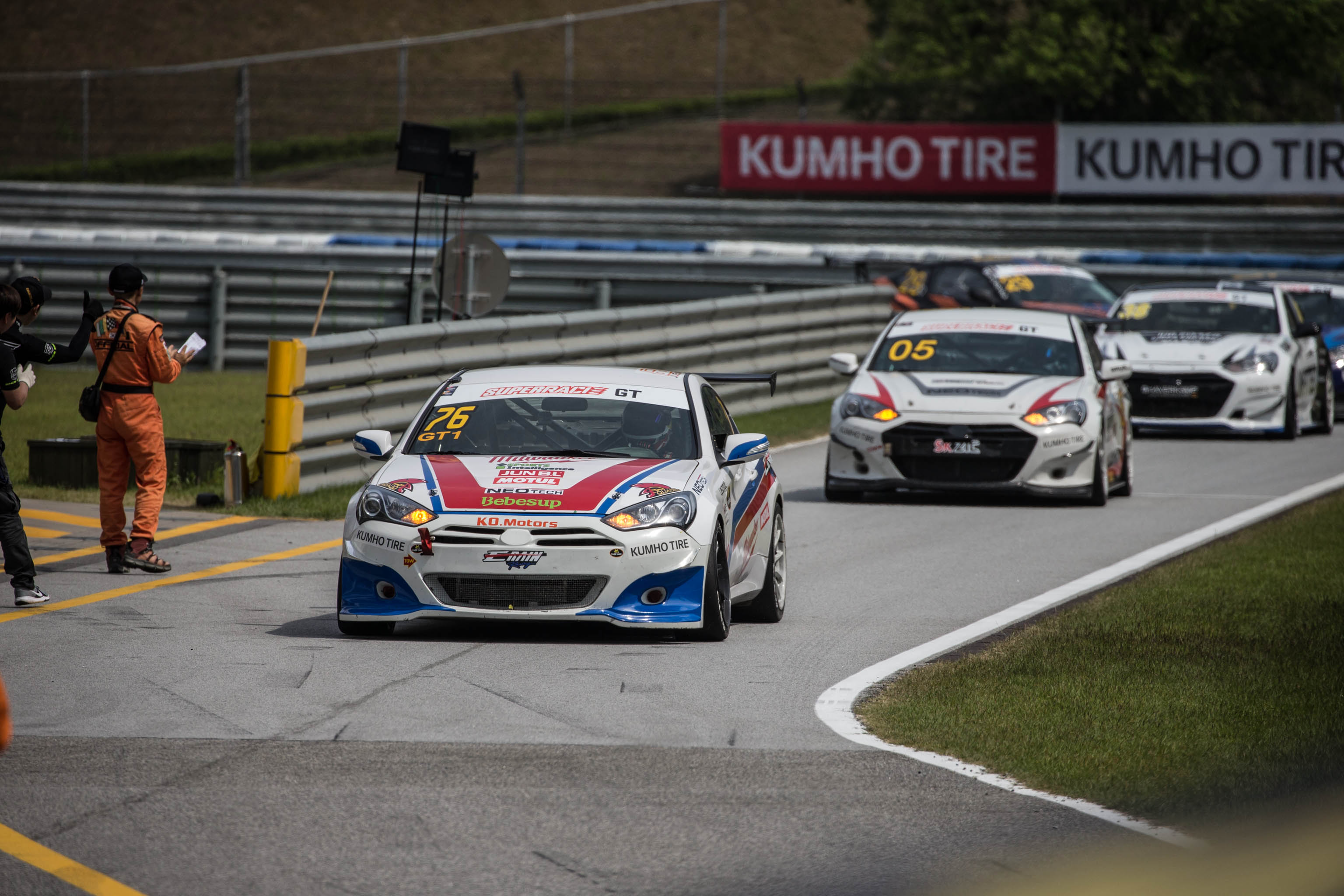
GT 클래스 경기 장면

GT 클래스에는 양산차를 기반으로 해 정해진 규정 범위 안에서 경주를 위해 개조된 차량들이 출전한다. 2021년 개정된 대회 규정에 따라 엔진 차종, 배기량 등을 종합적으로 고려해 대회조직위원회(SOC)가 승인한 차량이 참가할 수 있다. 차량의 개조에 따른 성능변화와 드라이버의 실력이 더해져 변수가 많이 생길 수 있는 흥미로운 레이스다.

### GT4
벨기에 왕립 자동차 클럽에서 승인한 GT4 차량들이 출전한다. 2024년 추가된 클래스로 BoP는 SRO 모터스포츠 그룹이 맡는다.

### 루벡스 M 클래스

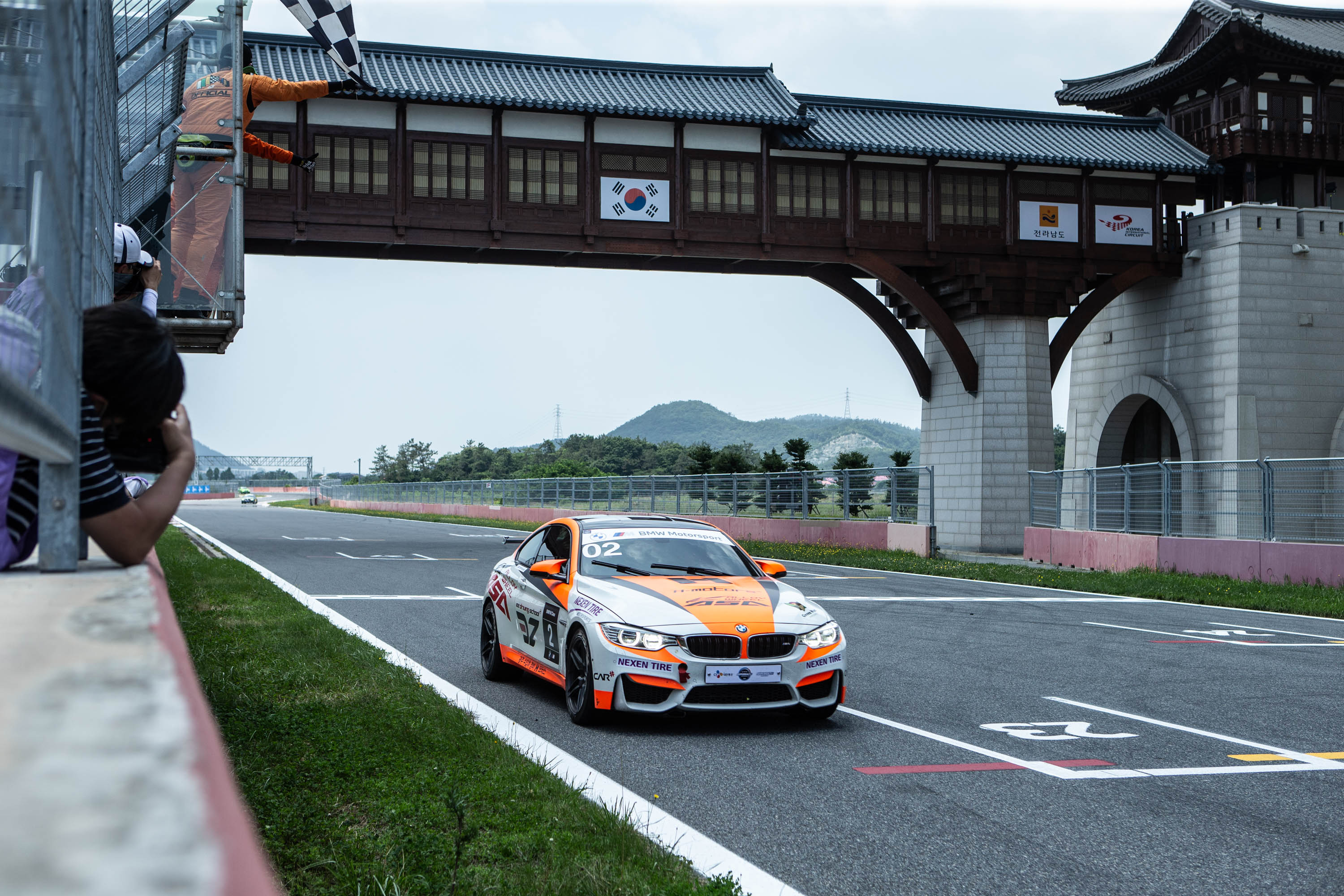
BMW M Class 경기장면

루벡스 M 클래스(LUBEX  M Class)는 2018년 슈퍼레이스 챔피언십의 정식 클래스로 신설됐다. 2018 시즌 신설된 클래스로 BMW M4 쿠페 단일차종으로 참가하는 원메이크 레이스였다. 최대출력이 450마력으로 최상위 클래스인 슈퍼6000의 스톡카보다 높은 출력을 보이지만 레이싱용이 아닌 공도 주행이 가능한 차량으로 파워트레인 튜닝 없이(순정 DCT가 장착된다) 최소한의 R튠만이 적용되고, 차량 무게로 인하여 스톡카만큼의 성능을 보이진 않을 것으로 보인다. 국내B 이상의 라이센스를 보유해야 참가 가능하다.

#### 코리아 트로페오

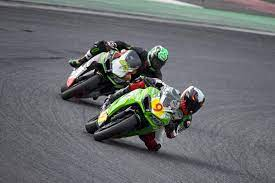
코리아 트로페오

#### 래디컬 컵 코리아

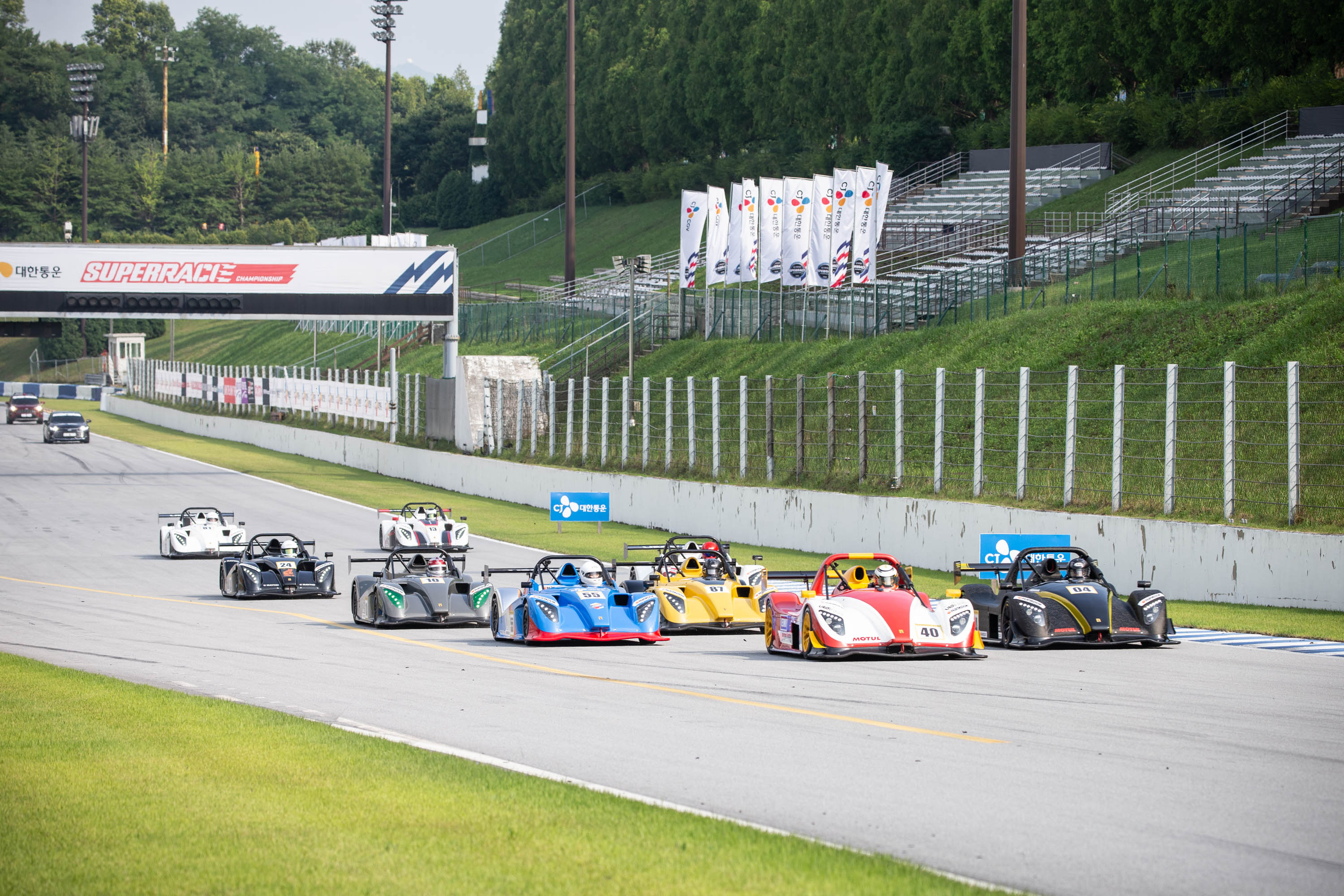
레디컬 컵 코리아 경기장면

래디컬 카 레이스는 모터스포츠의 종주국인 영국에서 시작돼 북미와 중동, 호주 등 세계 곳곳에서 열리고 있다. 외관상 드라이버가 차량 외부로 노출되는 측면은 포뮬러카를 닮았지만 바퀴가 차량의 카울로 덮여있는 점은 포뮬러카와 다르다. 슈퍼레이스에서 펼쳐지는 래디컬 컵 코리아는 차량 모델에 따라 SR1 클래스와 SR3 클래스로 구분한다. SR1은 1,340cc의 4기통 엔진이 장착돼 182마력을 낸다. 공차 중량이 490kg 밖에 되지 않기 때문에 정지상태에서 시속 100km에 도달하는데 불과 3.5초 밖에 걸리지 않으며 최고 속도는 시속 222km에 달한다. SR3는 1,340cc 또는 1,500cc 엔진을 선택할 수 있는데 최고출력은 1,340cc가 195마력, 1,500cc 엔진이 226마력이며 공차 중량은 615kg이다. 성능 면에서 슈퍼카 못지 않은데다 강력한 다운포스와 공기역학적 디자인으로 접지력을 높이고 공기저항을 줄여 경쾌하고 빠른 움직임을 만끽할 수 있다.

## 레이스 일정
| 2024 일정        | 2024 일정 | 2024 일정 | 2024 일정                                  |
| ---------------- | --------- | --------- | ------------------------------------------ |
| 일시             | 라운드    | 장소      | 비고                                       |
| 4월 20일         | R1        | 용인      | 개막전 더블라운드                          |
| 4월 21일         | R2        | 용인      | 개막전 더블라운드                          |
| 5월 19일         | R3        | 영암      | 아시아 모터스포츠 카니발/ 피트 스톱 레이스 |
| 6월 15일         | R4        | 인제      | 썸머 시즌 Vol. 1 - 강원 모터 페스타        |
| 7월 13일         | R5        | 용인      | 썸머 시즌 Vol. 2                           |
| 8월 24일         | R6        | 인제      | 썸머 시즌 Vol. 3 - 인제 나이트 레이스      |
| 10월 12일 ~ 13일 | R7        | 영암      | 전남 GT                                    |
| 11월 2일         | R8        | 용인      | 최종전 (골든 모먼트)                       |
| 11월 3일         | R9        | 용인      | 최종전 (골든 모먼트)                       |

## 규정

### 경기 방식
레이스는 크게 연습 주행, 예선, 결승으로 구성된다.

#### 예선
슈퍼레이스 챔피언십의 각 클래스는 예선과 결승을 치러 각 라운드 순위를 결정하며 정해진 공식 예선의 주행기록으로 결승 그리드 순위를 정한다. 슈퍼 6000 클래스 공식 예선은 Q1, Q2로 구성된 타임 트라이얼 넉아웃(Knock out) 방식으로 운영된다. Q1(15분)에서는 상위 10대가 Q2에 진출하며, Q2는 10분간 진행된다. 결승 그리드는 Q2, Q1의 기록 순으로 배정된다. 예선 공식 결과 베스트 랩 1위, 2위, 3위에게는 각각 예선 포인트 3점, 2점, 1점이 부여된다.
GT/GT4 클래스와 루벡스 M 클래스, 프리우스 PHEV 클래스, 래디컬 컵 코리아는 지정된 시간 동안 타임 트라이얼 방식으로 예선을 진행한다. 
2020년부터는 예선 기록이 부진할 경우 결승 참가에 제한을 두는 107% 규정이 신설되었다. 예선(슈퍼 6000 클래스는 Q1 기록 기준) 중 기록된 가장 빠른 랩 타임 대비 107% 이상 늦은 랩 타임을 기록할 경우 결승에 출주할 수 없다. 2021년 규정이 보완돼 슈퍼 6000 클래스의 경우 타이어사 별로 구분해 107% 규정을 적용한다.
| 클래스    | 예선 방식                      | 비고                                     |
| 슈퍼 6000 | Q1(15분), Q2(10분) 넉아웃 방식 | Q2, Q1 베스트 랩 순으로 결승 그리드 배정 |

결승
타임 트라이얼 방식으로 결승 레이스를 진행하는 알핀 클래스를 제외한 슈퍼레이스 챔피언십의 모든 클래스는 정해진 랩 수(Laps)를 가장 빨리 완주하는 순으로 순위가 결정되는 스프린트 방식이다. 클래스 별 결승 시작 방식은 스탠딩 스타트 혹은 롤링 스타트로 하며 각 레이스마다 대회 조직위원회의 결정에 의해 달라질 수 있다.
모든 결승 참가 차량은 세이프티 카(SC)를 선두로 그리드 대열을 유지하며 포메이션 랩을 주행한다. 이 때, 차량 간의 간격은 5대 이상을 넘겨서는 안 되며 추월은 금지된다. 스탠딩 스타트의 경우 그리드 정렬이 완료된 후 적색 등이 점등되면 타이어가 움직여서는 안되며 앞 범퍼가 그리드 라인을 넘을 경우 페널티가 부과될 수 있다. 롤링 스타트의 경우 ‘GRID’ 보드가 제시된 이후 2열의 대열을 유지한 상태에서 차량의 앞 뒤 간격은 1대 이상이 되지 않고, 앞 순위 차량의 앞 범퍼를 넘지 않도록 해야 한다. 이를 위반할 경우 부정출발로 페널티가 부과될 수 있다.
전체 규정 주행 랩수의 75% 이상을 주행한 경우 완주 포인트 1점을 별도로 부여한다.

### 챔피언십 포인트
슈퍼레이스 챔피언십 모든 클래스의 종합 순위는 각 라운드에서 획득한 포인트의 합산으로 정해진다. 슈퍼 6000 클래스는 드라이버 챔피언십과 팀 챔피언십, 타이어 제조사 챔피언십 3가지의 타이틀이 걸려있으며, 그 외 클래스는 드라이버 챔피언십 타이틀만 시상한다.

#### 드라이버 챔피언십
슈퍼 6000 클래스는 예선 베스트 랩 기준 1~3위에게 3~1점의 예선 포인트가 주어진다. 전체 규정 주행 랩 수의 75% 이상을 주행한 경우 완주 포인트 1점이 추가된다. 따라서 한 경기에서 받을 수 있는 최대 포인트는 29점이다. (예선 1위 시 예선 포인트 3점, 결승 1위 시 25점, 완주 포인트 1점)
시리즈 합계 점수가 동점일 경우, 상위 등수가 많은 드라이버에게 우선 순위가 주어진다.
| 순위        | 1위                                       | 2위                                       | 3위                                       | 4위                                       | 5위                                       | 6위                                       | 7위                                       | 8위                                       | 9위                                       | 10위                                      | 11위 이하                                 |
| 결승 포인트 | 25                                        | 18                                        | 15                                        | 12                                        | 10                                        | 8                                         | 6                                         | 4                                         | 2                                         | 1                                         | -                                         |
| 완주 포인트 | 결승 완주 시 1점 부여                     | 결승 완주 시 1점 부여                     | 결승 완주 시 1점 부여                     | 결승 완주 시 1점 부여                     | 결승 완주 시 1점 부여                     | 결승 완주 시 1점 부여                     | 결승 완주 시 1점 부여                     | 결승 완주 시 1점 부여                     | 결승 완주 시 1점 부여                     | 결승 완주 시 1점 부여                     | 결승 완주 시 1점 부여                     |
| 예선 포인트 | 슈퍼 6000: 베스트 랩 1~3위, 각 3~1점 부여 | 슈퍼 6000: 베스트 랩 1~3위, 각 3~1점 부여 | 슈퍼 6000: 베스트 랩 1~3위, 각 3~1점 부여 | 슈퍼 6000: 베스트 랩 1~3위, 각 3~1점 부여 | 슈퍼 6000: 베스트 랩 1~3위, 각 3~1점 부여 | 슈퍼 6000: 베스트 랩 1~3위, 각 3~1점 부여 | 슈퍼 6000: 베스트 랩 1~3위, 각 3~1점 부여 | 슈퍼 6000: 베스트 랩 1~3위, 각 3~1점 부여 | 슈퍼 6000: 베스트 랩 1~3위, 각 3~1점 부여 | 슈퍼 6000: 베스트 랩 1~3위, 각 3~1점 부여 | 슈퍼 6000: 베스트 랩 1~3위, 각 3~1점 부여 |

### 팀 챔피언십
팀 챔피언십 포인트는 각 팀 별 드라이버 2명의 획득 점수를 합산해 적용하며, 3명 이상의 드라이버를 보유한 팀은 라운드 별 결승일 기준 15일 이전에 팀 챔피언십 포인트에 합산할 2명의 드라이버를 지정해야 한다.

### 핸디캡 웨이트
슈퍼 6000 클래스 참가자는 결승 순위에 따라 핸디캡 웨이트를 적용 받는다. 핸디캡 웨이트는 차량이 아닌 드라이버에게 적용되며 시리즈 도중 드라이버가 팀을 옮기더라도 계속해서 적용된다. 핸디캡 웨이트의 적용은 차량의 중량과 관계 없이 별도의 밸러스트만 인정되며, 차감은 적용된 핸디캡 웨이트에서 이뤄진다. 경기에 불참하거나 실격 처분을 받았을 때는 핸디캡 웨이트가 차감되지 않는다.

### 타이어
각 이벤트 별 공식차량검사 시 타이어 마킹이 진행되며, 클래스 별 최대 타이어 마킹 수량과 구분이 다르다. 공식차량검사 중 마킹을 받은 타이어가 최대 허용 개수에 미치지 못하더라도 이후 추가 마킹은 불가능하다. 단, 예선 도중 타이어가 파손돼 결승 참가가 불가할 경우 기술위원장의 승인을 얻어 예선 종료 후 추가 마킹을 받을 수 있다. 이 때, 슈퍼 6000 클래스는 해당 이벤트의 연습용 타이어, 추가 마킹할 수 있다. 타이어 추가 마킹에 따라 그리드 강등의 페널티가 부여된다.
| 클래스    | 대회              | 대회       | DRY                               | WET                                |
| 슈퍼 6000 | 1전               | 연습, 웜업 | 신품 8본                          | 신품 12본                          |
| 슈퍼 6000 | 1전               | 예선, 결승 | 신품 4본                          | 신품 12본                          |
| 슈퍼 6000 | 2전 ~ 6전         | 웜업, 연습 | 신품 4본 직전대회 마킹 타이어 6본 | 신품 8본 직전 대회 마킹 타이어 6본 |
| 슈퍼 6000 | 2전 ~ 6전         | 예선, 결승 | 신품 4본                          | 신품 8본 직전 대회 마킹 타이어 6본 |
| 슈퍼 6000 | 최종전 (7전, 8전) | 웜업, 연습 | 신품 4본 직전대회 마킹 타이어 8본 | 신품 8본 직전 대회 마킹 타이어 6본 |
| 슈퍼 6000 | 최종전 (7전, 8전) | 예선, 결승 | 7전, 8전 각 신품 4본씩            | 신품 8본 직전 대회 마킹 타이어 6본 |

### 경기 운영 깃발
국제규정 깃발신호는 관중 및 선수들에게 자동차경주 현장에서 일어나는 여러 정보를 제공한다. 깃발신호는 자동차경주 시작부터 결승이 끝날 때까지 다양한 정보를 전달하는 역할을 맡는다. 깃발신호는 메인 포스트를 비롯한 각 포스트에서 발령되며, 슈퍼레이스 챔피언십을 포함한 국내 자동차경주에서는 국제자동차연맹이 정한 국제규정 깃발신호를 따르고 있다. [깃발의 용도]
풀 코스 옐로우 (FCY: Full Course Yellow) 규정은 슈퍼레이스 2020시즌에 도입된 규정이다. FCY는 연습 주행, 예선 또는 결승 중 사용될 수 있으며, 레이스 디렉터의 판단에 따라 안전상의 이유로 필요할 경우 선언할 수 있다. FCY가 선언될 경우, 모든 포스트에 황색기가 발령되고, FCY보드가 게시된다. FCY가 선언되면 모든 참가차량은 80km/h 이하로 서행해야 하며, 추월은 엄격히 금지된다. FCY 상황에서 필요하다고 판단될 경우 SC가 개입할 수 있다. 녹색 깃발이 게시 되고, FCY 보드가 철수되면서 FCY 상황이 해제되고 경기가 재개되며, 추월이 허용된다. FCY 상황에서 주행한 랩도 전체 주행 랩에 포함된다.

## 중계
슈퍼레이스 챔피언십 슈퍼 6000 클래스, GT/GT4 클래스 결승 전 경기는 KBS2와 KBS N SPORTS, tvN SPORTS을 통해 생중계 되며, 프리우스 PHEV, 알핀 클래스 결승은 Sky SPORTS를 통해 생중계 된다. 이외 클래스 경기는 슈퍼레이스 공식 홈페이지, 유튜브, 페이스북, 카카오TV, 네이버TV를 통해 시청할 수 있다.
| 클래스                     | TV 중계                        | 디지털 중계                                              |
| 슈퍼 6000, GT/GT4          | KBS2, KBS N SPORTS, tvN SPORTS | 슈퍼레이스 공식 홈페이지 유튜브, 페이스북, 네이버 스포츠 |
| 프리우스 PHEV, 알핀 클래스 | Sky SPORTS                     | 슈퍼레이스 공식 홈페이지 유튜브, 페이스북, 네이버 스포츠 |

## 역대 기록

### CJ (2006~2008)

#### 2.1. 2006 CJ 코리아 GT 챔피언십
개최 클래스 : GT-1, GT-2, 투어링 A, 투어링 B, 포뮬러 1800
개막전 : 3월 26일 AMG 에버랜드 스피드웨이
최종전 : 12월 10일 에버랜드 스피드웨이
개최 라운드 수 : 전 클래스 7전
경기당 주행 랩수 및 드라이버
- GT-1, GT-2, 투어링 A : 드라이버 2인, 70랩
- 투어링 B, 포뮬러 1800 : 드라이버 1인, 20랩

슈퍼레이스 챔피언십의 전신은 2006년에 출범한 '코리아 GT 챔피언십'(Korea GT Championship)이다. 드라이버 두 명이 교대로 운전하는 GT1, GT2, 투어링A 클래스를 비롯해 투어링B, 포뮬러1800 등 5개 종목으로 나눠 순위를 가렸다. 최고 클래스 GT1 챔피언은 킥스 레이싱 황진우, 최해민였다. 9월 17일, 에버랜드 스피드웨이 서킷에서 열린 시리즈 4전부터 CJ가 타이틀 스폰서로 참여하기 시작했다. 시즌 중이던 2006년 10월, 경기 운영법인이 주식회사 KGTC에서 주식회사 KGTCR로 변경되면서, 일본 생활을 마치고 돌아온 김의수가 공동대표로 취임했다.
당시 경기 규정은 GT-1, GT-2, 투어링 A는 2명의 드라이버가 교대로 주행해서 70랩인 약 149km[1]을 달리고 투어링 B와 포뮬러는 현재의 GT 클래스처럼 드라이버 1인이 20랩인 42.5km을 주행하는 방식으로 진행되었다. 역대 슈퍼레이스 및 국내 모터스포츠 챔피언십 중, 2명의 드라이버가 내구 레이스 형식으로 주행하는 건 이 대회와 GT 마스터즈[2] 뿐이었다.
각 클래스별 챔피언
| 클래스     | 드라이버       | 팀(당시)           |
| GT1        | 황진우, 최해민 | 킥스 레이싱        |
| GT2        | 권오수, 김진태 | JACK               |
| 투어링 A   | 류시원         | 하이해리엇 R-STARS |
| 투어링 B   | 윤재영         | 영오토             |
| 포뮬러1800 | 김준태         | MPC                |

#### 2.2. 2007 CJ 슈퍼레이스 챔피언십
슈퍼레이스의 시작
개최 클래스 : GT, 투어링 A, 투어링 B, 포뮬러1800
개막전 : 4월 8일 AMG 에버랜드 스피드웨이
최종전 : 11월 12일 에버랜드 스피드웨이
개최 라운드 수
- GT, 투어링 A, 투어링 B : 7라운드
- 포뮬러1800 : 5라운드

경기당 주행 랩수
- GT, 투어링 A : 롱코스 30랩, 숏코스 35랩
- 투어링 B : 롱코스 20랩, 숏코스 25랩
- 포뮬러 1800 : 롱코스 20~25랩

일반인들이 자동차경주를 친숙하게 느낄 수 있도록 대회 공식 명칭을 코리아 GT 챔피언십에서 '슈퍼레이스 챔피언십'으로 바꾸었다. 선수들의 공정한 경쟁 유도와 비용 절감을 위해 FIA 슈퍼2000 경주차 규정을 도입했다. 정규 레이스 종목은 GT, 투어링A, 투어링B, 포뮬러1800. GT 챔피언 타이틀은 조항우가 차지했고, 투어링A에서는 오일기, 김중군, 안재모가 1~3위를 기록했다.
한편 9월 16일에 열린 제5전은 포뮬러1800이 열린 마지막 대회로 김종겸이 이 클래스 마지막 챔피언을 차지했다. 대회 중간이던 9월 28일부터 30일 사이에는 태백 레이싱파크에서 KT건설 태백 SUPER300 국제 자동차 경주대회가 열려서 GT 클래스가 스페셜 매치로 열리기도 했다.
각 클래스별 챔피언
| 클래스     | 드라이버 | 팀(당시)    | 포인트 |
| GT         | 조항우   | 킥스 프라임 | 123    |
| 투어링 A   | 오일기   | GM대우      | 100[3] |
| 투어링 B   | 한치우   | FINAL       | 44     |
| 포뮬러1800 | 김종겸   | KT DOM      | 39     |

#### 2.3 2008 CJ 슈퍼레이스 챔피언십
개최 클래스 : 슈퍼6000, GT, 슈퍼2000, 슈퍼1600
개막전 : 4월 19일 에버랜드 스피드웨이
최종전 : 11월 16일 에버랜드 스피드웨이
개최 라운드 수
- GT, 슈퍼2000, 슈퍼1600 : 7라운드
- 슈퍼6000 : 5라운드

경기당 주행 랩수
- 슈퍼 6000 : 20랩(제3전) → 25랩(4전부터)
- GT, 슈퍼2000 : 35랩~40랩
- 슈퍼1600 : 30랩~35랩

브라질 스톡카 시리즈를 보고 도입된, 아시아 최초 6,200cc 엔진을 얹은 스톡카(레이싱 전용으로 만들어진 차량) 클래스가 신설되어 그해 3전부터 진행되었으며 현재까지 아시아 유일의 스톡카 레이스로 자리매김 하고 있다. 초대 챔피언은 현 아트라스BX 소속으로 당시 현대 레이싱 소속이던 조항우.[5]
5년 이상 단종된 자동차의 참가를 제한해 새로운 경주차들의 출전을 유도했다. 브라질에서 폭스바겐 보라와 푸조 307 스톡카를 가져와서 테스트를 진행하기도 했고 307 스톡카를 GM대우 토스카로 꾸미고 테스트한 곳도 있었다. 정규 클래스는 슈퍼6000, GT, 슈퍼2000, 슈퍼1600의 4개 클래스로 이뤄져있다. 이재우와 오일기가 국내 최초의 워크스 레이싱팀인 GM대우 레이싱팀으로 참전해 신설된 슈퍼2000 클래스에서 1, 2위에 올랐다. 슈퍼1600 우승컵은 김진표에게 돌아갔다.
한편, 2006년 10월부터 운영주체인 KGTCR의 공동대표로 재직하던 김의수는 CJ그룹의 후원을 받은 CJ레이싱의 감독 겸 드라이버로 이해에 복귀, 스톡카 클래스인 슈퍼6000 개막전에서 우승을 차지하는 기록을 남긴다. 여담이지만 이해는 용인 롱코스에서만 경기가 진행되었다.
각 클래스별 챔피언
| 클래스   | 드라이버 | 팀(당시)           | 경주차[A]     | 포인트 |
| 슈퍼6000 | 조항우   | 현대 레이싱        | 어울림 스피라 | 48     |
| GT       | 박상무   | 시그마 파오 렉서스 | 렉서스 IS200  | 25.5   |
| 슈퍼2000 | 이재우   | GM대우             | GM대우 라세티 | 78     |
| 슈퍼1600 | 김진표   | 알스타즈           | 기아 프라이드 | 78     |

### 3. CJ오쇼핑(2009)

##### 3.1. 2009 CJ O! 슈퍼레이스 챔피언십
개최 클래스 : 슈퍼6000, 슈퍼3800, 슈퍼2000, 슈퍼1600
개막전 : 5월 9일 태백 레이싱파크
최종전 : 10월 11일 태백 레이싱파크
개최 라운드 : 전 클래스 6라운드
경기당 주행 랩수
- 슈퍼6000, 슈퍼2000, 슈퍼3800 : 25랩
- 슈퍼1600 : 24랩

에버랜드 스피드웨이 서킷이 보수공사에 들어가 경쟁무대를 태백 레이싱파크로 옮겨 시리즈 6전을 치렀다. CJ 오쇼핑이 타이틀 스폰서로 참여해 CJ 오!슈퍼레이스 챔피언십으로 대회 명칭이 변경되었다. 슈퍼6000, 슈퍼2000, 슈퍼1600은 이전과 같고, GT 대신 제네시스 쿠페 원메이크 레이스인 슈퍼3800이 처음 등장했다. 슈퍼6000 챔피언 타이틀은 CJ 레이싱[7] 김의수가 차지했고, 신설된 슈퍼3800에서는 인디고로 돌아간 조항우가, 당시 GM대우 소속 이재우가 슈퍼2000에서 2년 연속 1위에 올랐으며 KT DOM의 박시현 선수가 슈퍼1600의 우승컵을 차지했다.
여담이지만 이 해 시즌은 시즌 내내 태백에서 경기를 진행했다. 마땅히 경기를 진행할 만한 서킷이 없었기 때문으로 당시 열악했던 국내 모터스포츠 상황을 보여주는 사례라 할 수 있다.
각 클래스별 챔피언
| 클래스   | 드라이버 | 팀(당시)      | 경주차[A]          | 포인트 |
| 슈퍼6000 | 김의수   | CJ레이싱      | 캐딜락 CTS         | 91     |
| 슈퍼3800 | 조항우   | 인디고 레이싱 | 현대 제네시스 쿠페 | 62     |
| 슈퍼2000 | 이재우   | GM대우        | GM대우 라세티      | 68     |
| 슈퍼1600 | 박시현   | KT DOM        | 현대 베르나        | 72.5   |

#### 4. CJ 티빙닷컴(2010~2011)

##### 4.1. 2010 CJ 티빙.com 슈퍼레이스 챔피언십
개최 클래스 : 헬로TV(슈퍼6000), 슈퍼2000, 제네시스 쿠페, N9000
개막전 : 7월 3일 일본 오토폴리스 서킷
최종전 : 11월 21일 코리아 인터내셔널 서킷
개최 라운드 : 전 클래스 공히 6라운드, 단 개막전과 최종전은 더블 라운드
경기당 주행 랩수(오토폴리스 전, KIC전은 각전당 랩수)
| 클래스       | 오토폴리스전 랩수 | 태백전 랩수 | KIC전 랩수 |
| 헬로TV       | 10랩              | 25랩        | 12랩       |
| 제네시스쿠페 | 10랩              | 22랩        | 11랩       |
| 슈퍼2000     | 8랩+10랩          | 20랩        | 10랩       |
| N9000        | 8랩+10랩          | 19랩        | 10랩       |

2010년 2월에 운영법인인 KGTCR의 최대주주가 CJ오쇼핑으로 바뀌었다.(관련기사) 또한 이해 슈퍼레이스는 사상 처음으로 일본 오토폴리스 서킷에서 해외 원정 경기를 치렀다. 슈퍼레이스 아시아 라운드의 초석을 세운 해였다. CJ 티빙닷컴이 타이틀 스폰서로 참여해 슈퍼6000 클래스에 헬로TV 이름표가 붙었다. 헬로TV 챔피언은 일본인 밤바 타쿠, 팀106 소속 장순호가 슈퍼3800에서 이름을 바꾼 제네시스 쿠페 클래스 종합 우승의 영예를 안았다. 이재우는 슈퍼2000 클래스에서 3연패를 달성했고 슈퍼1600은 넥센타이어의 스폰싱을 받아서 N9000클래스로 이름을 변경, KT DOM의 정회원 선수가 시즌 챔피언에 등극했다.
개막전과 최종전 모두 더블 라운드로 진행되었으며, 특히 개막전은 오전에 1전을, 오후에 2전을 진행하는 타이트한 일정으로 진행되었다. 이해 개막전이 열린 7월 3일은 역대 슈퍼레이스 개최일 중 가장 늦은 기록이다. 즉 이해 슈퍼레이스는 4개월 동안 4전 6라운드를 치른 셈. 한편, 이해 제네시스 쿠페 클래스 한정으로는 스페셜 경기가 2경기 열려서 사실상 8경기를 치렀는데, 10월 23일부터 24일까지 F1 코리아 GP 서포트 레이스 경기가 열렸고, 11월 6일부터 7일까지는 코리아 모터스포츠 그랜드 페스티벌이 열려서 제네시스 쿠페 클래스 드라이버들은 8경기를 참가했다.
한편 이해 대회에 2세대 드라이버인 시그마파오 렉서스 팀의 김동은과 2007년 슈퍼레이스 포뮬러1800 챔피언인 킴레이싱 소속 김종겸이 각각 헬로TV 클래스에 참가해 눈길을 끌었으며 유럽 레이스 참가 경력이 있는 카를로 반 담이 이 대회에 참여하기 시작했다.
여담이지만 이때 이재우 감독이 들고 나온 라세티 프리미어는 가솔린이 아니라 디젤차였는데, 이 일이 다른 팀들을 자극, 2011년 시즌 슈퍼2000에서 터보의 시대가 열렸다.
각 클래스별 챔피언
| 클래스       | 드라이버  | 팀(당시)    | 경주차[A]              | 포인트 |
| 헬로TV       | 밤바 타쿠 | 시케인      | 캐딜락 CTS             | 71.5   |
| 제네시스쿠페 | 장순호    | EXR TEAM106 | 현대 제네시스 쿠페     | 56     |
| 슈퍼2000     | 이재우    | GM대우      | GM대우 라세티 프리미어 | 67     |
| 넥센N9000    | 정회원    | KT DOM      | 현대 베르나            | 73     |

##### 4.2. 2011 CJ 티빙.com 슈퍼레이스 챔피언십
개최 클래스 : 2010년과 동일
개막전 : 4월 24일 코리아 인터내셔널 서킷
최종전 : 10월 16일 코리아 인터내셔널 서킷
개최 라운드 : 전 클래스 공히 7라운드
경기당 주행 랩수
| 클래스       | 개막전 랩수 | 태백전 랩수     | 최종전 랩수 |
| 헬로TV       | 15랩        | 27랩            | 10랩        |
| 제네시스쿠페 | 13랩        | 25랩            | 10랩        |
| 슈퍼2000     | 14랩        | 26랩(또는 25랩) | 10랩        |
| N9000        | 11랩        | 23랩            | 8랩         |

CJ 티빙닷컴 슈퍼레이스 챔피언십으로 개최된 2011 시리즈 중 슈퍼6000 클래스가 지상파 방송을 통해 생중계되었다. 최종전은 F1 코리아 그랑프리 서포트 레이스로 참가하기도 했으며, 제네시스 쿠페 클래스는 코리아 스피드 페스티벌과 통합전을 4회나 치르기도 했다.[10] 경기 종목은 헬로TV, 제네시스 쿠페, 슈퍼2000, 넥센N9000(슈퍼1600) 등 4개. CJ레이싱의 김의수가 개인통산 두 번째로 헬로TV 클래스 챔피언 타이틀을 거머쥐었다. 제네시스 쿠페 챔피언은 팀106 유경욱, 쉐보레 레이싱 이재우는 4년 연속 슈퍼2000 시리즈를 휩쓸었다. 넥센N9000 클래스의 우승자는 DM 레이싱의 주진완 드라이버.
한편 GM대우 레이싱이 이해부터 쉐보레 레이싱으로 이름을 바꾸고 참전했다. 파트너는 김진표. 동시에 경기 운영을 맡던 주식회사 KGTCR은 이해부터 법인명을 주식회사 슈퍼레이스로 바꿨다. 그리고 이때부터 터보차량들이 대놓고 등장했다. 전년도 GM대우 레이싱팀의 라세티 프리미어 경주차가 디젤 터보로 구설수에 오르다보니, 형평성 문제가 대두되어서 이를 감안했던 거고, 또한 이때 수입 경주차들이 모습을 드러냈는데 제3전에 토요타 알테자가 출격했다. ##
각 클래스별 챔피언
| 클래스       | 드라이버 | 팀(당시)      | 경주차[A]          | 포인트 |
| 헬로TV       | 김의수   | CJ레이싱      | 캐딜락 CTS         | 165    |
| 제네시스쿠페 | 유경욱   | EXR TEAM106   | 현대 제네시스 쿠페 | 183    |
| 슈퍼2000     | 이재우   | 쉐보레 레이싱 | 쉐보레 라세티      | 198    |
| 넥센N9000    | 주진완   | DM레이싱      | 기아 뉴프라이드    | 149    |

#### 5. CJ 헬로모바일(2012)

##### 5.1. 2012 CJ 헬로모바일 슈퍼레이스 챔피언십
개최 클래스 : 슈퍼6000, 엑스타 GT, N9000, 벤투스
개막전 : 5월 6일 코리아 인터내셔널 상설 서킷
최종전 : 10월 14일 코리아 인터내셔널 서킷
개최 라운드
- 슈퍼6000, 엑스타 GT, N9000 : 7전
- 벤투스 : 6전

경기당 주행 랩수
| 클래스    | 영암 상설 | 영암 풀코스 | 태백전 랩수 | 최종전 랩수 |
| 슈퍼6000  | 23랩      | 13랩        | 27랩        | 10랩        |
| 엑스타 GT | 22랩      | 12랩        | 26랩        | 10랩        |
| N9000     | 19랩      | 10랩        | 23랩        | 8랩         |
| 벤투스    | 14랩      | -           | 20랩        | -           |

CJ 헬로모바일이 타이틀 스폰서로 처음 등장한 2012 슈퍼레이스 챔피언십은 지상파 TV를 통해 중계방송되어 모터스포츠 대중화에 기여했다는 평가를 받았다. 모터스포츠와 엔터테인먼트를 결합한 '모터테인먼트'를 모토로 내건 국내 최초 나이트 레이스가 성공적으로 운영되었다. 한국타이어가 후원한 크루즈 및 라세티 프리미어 디젤 원메이크 클래스인 벤투스 클래스가 슈퍼레이스에 신설되었다. 또한 2011 시즌까지 운영되던 제네시스 쿠페 클래스가 폐지되는 대신, 2000cc 터보엔진 및 차량 개조 허가를 바탕으로 슈퍼 2000 클래스와 통합된 신생 GT클래스가 금호타이어의 후원으로 부활, 엑스타 GT 클래스로 등장해 인기를 끌었다. CJ레이싱(김의수, 슈퍼6000)과 팀106(유경욱,GT)이 2년 연속 챔피언 드라이버를 배출했다. 넥센N9000의 우승자는 SL Motorsport의 윤광수 드라이버.
한편 이해 처음으로 열린 나이트 레이스에서는 최상위 클래스인 슈퍼 6000 클래스에서 김의수가 우승하면서 첫번째 밤의 황제로 불리게 되었으며, 한국 모터스포츠 1세대 레이서인 박정룡의 은퇴식이 거행되었다.
여담이지만 벤투스 클래스는 이해 개막전을 더블라운드로 치르고, 최종전을 1라운드 일찍 치렀는데, 이는 이해 시즌 최종전이 F1 코리아 그랑프리 서포트 레이스로 진행되었기 때문이다.
인제오토피아 레이싱의 김동은이 개막전 슈퍼6000 클래스의 우승자였는데, 이때 김동은의 나이인 20세 186일은 현재 슈퍼6000 통산 최연소 우승기록으로 남아있다.
각 클래스별 챔피언
| 클래스    | 드라이버 | 팀(당시)           | 경주차[A]          | 포인트 |
| 슈퍼6000  | 김의수   | CJ레이싱           | 현대 제네시스      | 140    |
| 엑스타 GT | 유경욱   | EXR TEAM106        | 현대 제네시스 쿠페 | 154    |
| 벤투스    | 김태호   | Greddy Racing Team | 쉐보레 크루즈      | 130    |
| 넥센N9000 | 윤광수   | SL Motorsport      | ??[13]             | 128    |

#### 6. CJ헬로비전(2013~2015)

##### 6.1. 2013 CJ헬로비전 슈퍼레이스 챔피언십
개최 클래스 : 슈퍼6000, GT, N9000, 벤투스
개막전 : 5월 5일 코리아 인터내셔널 서킷
최종전 : 10월 27일 코리아 인터내셔널 서킷
개최 라운드
- 슈퍼6000&GT : 7라운드
- 벤투스 : 6라운드
- N9000 : 5라운드

경기당 주행 랩수
| 클래스   | 영암 풀코스 | 상하이 티안마전 | 스즈카전 | 인제전           | 태백전 |
| 슈퍼6000 | 13랩        | 24랩            | 12랩     | 14랩(6전은 20랩) | 27랩   |
| GT       | 13랩        | 23랩            | 11랩     | 14랩(6전은 19랩) | 26랩   |
| N9000    | 10랩        | -               | -        | 17랩             | 23랩   |
| 벤투스   | 8랩         | -               | -        | 15랩             | 20랩   |

국내 모터스포츠 사상 최초로 한중일 3개국 5개 서킷을 순회하는 '아시아 투어 레이스'가 슈퍼레이스 중심 무대로 떠올랐다. 2013년부터 본격적으로 슈퍼레이스의 해외 진출이 시작된 셈이다. 이색적인 볼거리를 제공한 제2회 나이트 레이스도 성공적으로 개최되었다. 특히 이해 열린 나이트 레이스에서는 한국 모터스포츠 역사상 최고령 드라이버로 참전했던 윤철수 선수의 은퇴식이 진행되었다.
CJ레이싱 소속 황진우와 최해민이 슈퍼6000과 GT 2개 종목 챔피언 타이틀을 차지했다. 넥센 N9000 정상의 자리에는 김효겸이, 2012년 시즌부터 열린 벤투스 클래스 정상에는 전년도 챔피언인 김태호가 2년 연속 올라갔다.
이해 3라운드부터 인제 스피디움이 일정표에 추가되었으며 벤투스 클래스는 최종전을 더블라운드로 치뤘다. 아시아 투어 레이스는 중국 상하이 티얀마 서킷과 일본 스즈카 서킷에서 GT 클래스와 슈퍼6000이 참가해 진행되었다.
10월 27일에 열린 최종전에서는 당시 EXR 팀 106 소속이던 류시원, 정연일, 장순호가 포디엄을 독식하는 기염을 토했다. 역대 슈퍼레이스 통합 제1호 기록이었다.
각 클래스별 챔피언
| 클래스    | 드라이버 | 팀(당시)           | 경주차[A]          | 포인트 |
| 슈퍼6000  | 황진우   | CJ레이싱           | 현대 제네시스      | 130    |
| GT        | 최해민   | CJ레이싱           | 현대 제네시스 쿠페 | 99     |
| 벤투스    | 김태호   | Greddy Racing Team | 쉐보레 크루즈      | 104    |
| 넥센N9000 | 김효겸   | 효쿠미닷컴         | 현대 아반떼 MD     | 74[15] |

##### 6.2. 2014 CJ헬로비전 슈퍼레이스 챔피언십
개최 클래스 : 슈퍼6000, GT, 슈퍼1600, 엑스타 V720 엑센트, 엑스타 V720 크루즈
개막전 : 4월 20일 태백 레이싱파크
최종전 : 11월 2일 코리아 인터내셔널 서킷
개최 라운드
- 슈퍼 6000 : 8라운드
- GT : 7라운드
- 엑스타 V720&슈퍼1600 : 5라운드[16]

경기당 주행 랩수
| 클래스             | 영암 풀코스 | 상하이 티안마전 | 상하이 인터내셔널 | 오토폴리스 | 태백전 |
| 슈퍼6000           | 15랩        | 35랩            | 15랩              | 14랩       | 35랩   |
| GT                 | 14랩        | -               | 14랩              | 14랩       | 30랩   |
| 슈퍼1600           | 10랩        | -               | -                 | -          | 23랩   |
| 엑스타 V720 엑센트 | 10랩        | -               | -                 | -          | 19랩   |
| 엑스타 V720 크루즈 | 10랩        | -               | -                 | -          | 20랩   |

2014년에도 아시아 3개국 5개 서킷에서 슈퍼레이스 8전이 개최되었다. 4월에 태백에서 시즌을 열었고, 8월 21~24일에는 코리아 인터내셔널 서킷에서 한중 수교 22주년을 기념하는 '한중 모터스포츠 페스티벌이' 성황리에 펼쳐졌다. 국내 자동차경주 사상 최초로 국가 교류전을 열어 아시아 통합전의 교두보가 마련되었다. 시리즈 내내 치열한 경쟁이 벌어진 슈퍼6000에서 조항우가 개인통산 두 번째 챔피언에 올랐고, 2년 동안 타이틀을 놓친 이재우가 GT 우승컵을 들었다.
넥센타이어가 후원한 넥센N9000 클래스는 쉘의 후원으로 쉘 헬릭스 울트라 1600으로 클래스명을 변경했고, 벤투스 클래스가 금호타이어의 후원으로 인해 금호타이어 엑스타 V720클래스로 변경되면서 엑센트 디젤 차량이 참가하는 엑스타 V720엑센트와 엑스타 V720크루즈로 갈라졌다.
한편 이 시즌 중, 슈퍼1600과 엑스타 V720 클래스는 슈퍼레이스에서 주관하는 엑스타 슈퍼챌린지의 서포트레이스에 참가했으며 태백 레이싱파크는 이 시즌을 끝으로 일정표에서 사라졌다. 이해 6전인 태백 나이트레이스[17]에서 김의수가 KARA 공인 100경기 출장 기록을 세우면서 센츄리 클럽에 이름을 올렸고, 이 경기가 태백에서 열린 마지막 경기였다.
참고로 이 경기의 슈퍼1600 경기에서 우승한 양용혁 선수는 이후 CJ레이싱팀의 젠틀맨 드라이버로 GT에서 활동한 이후, 한동안 활동을 중단했다가 2022 시즌에 다시 모습을 드러냈는데, 양태근으로 개명한 후, 소닉 아트라스BX 모터스포츠 소속으로 슈퍼 6000에 참전하게 된다.[18]
여담이지만, 이해 나이트 레이스의 레전드매치는 추모성이 강했는데, 주인공이 그해 6월에 별세한 故 최광년 단장[19]이었다. 고인을 추모하기 위해 고인이 생전 마지막까지 운영을 주관하던 클릭 스피드페스티벌에 참전한 클릭 경주차들이 태백을 달린 것. 동시에 유족에게 감사패가 수여되었다.
각 클래스별 챔피언
| 클래스             | 드라이버 | 팀(당시)      | 경주차[A]          | 포인트 |
| 슈퍼6000           | 조항우   | 아트라스BX    | 현대 제네시스      | 123    |
| GT                 | 이재우   | 쉐보레 레이싱 | 쉐보레 크루즈 1.7T | 133    |
| 슈퍼1600           | 양용혁   | 다이노케이    | 현대 아반떼 MD     | 76     |
| 엑스타 V720 엑센트 | 최광성   | 샤프카레이싱  | 현대 엑센트        | 70     |
| 엑스타 V720 크루즈 | 김태호   | 그레디 레이싱 | 쉐보레 크루즈 디젤 | 72     |

##### 6.3. 2015 CJ헬로비전 슈퍼레이스 챔피언십
개최 클래스 : 슈퍼6000, GT, 슈퍼1600, 엑스타 V720 엑센트, 엑스타 V720 크루즈
개막전 : 4월 11일 코리아 인터내셔널 서킷
최종전 : 10월 18일 코리아 인터내셔널 서킷
개최 라운드
- 슈퍼 6000 : 8라운드
- GT, 엑스타 V720&슈퍼1600 : 5라운드[21]

경기당 주행 랩수
| 클래스             | 영암 풀코스 | 광둥 | 상하이 인터내셔널 | 후지 | 인제 |
| 슈퍼6000           | 15랩        | 30랩 | 18랩              | 20랩 | 22랩 |
| GT                 | 13랩        | -    | -                 | -    | 22랩 |
| 슈퍼1600           | 9랩         | -    | -                 | -    | 15랩 |
| 엑스타 V720 엑센트 | 9랩         | -    | -                 | -    | 17랩 |
| 엑스타 V720 크루즈 | 9랩         | -    | -                 | -    | 17랩 |

2015 CJ 헬로모바일 슈퍼레이스 챔피언십은 KIC, 인제 스피디움, 중국 광둥과 상하이 인터내셔널 서킷, 그리고 일본 후지 스피드웨이를 오가며 8라운드를 펼친다. XTM이 국내경기 생중계를 맡았고, 중국 경기는 1주일 후에 녹화방송으로 중계되었고 일본 경기는 중계되지 않았다. 작년까지와 달리 슈퍼6000클래스만 해외 원정경기를 치루며, GT 이하 클래스는 그 기간에 하루에 2라운드를 펼치게 되었다. 이해 캐스터는 허준.[22]
개막전에서 김진표가 하늘을 나는 대형사고가 나며 대회가 더욱 이슈가 되었다. 사고를 보도한 영상 관련 영상2김진표 본인이 직접 편집했다 인사이드 슈퍼레이스에 나온 영상 이 사고는 2015년 세계 모터스포츠를 통틀어 가장 큰 사고 15위 안에 들었다. 차는 완전히 망가져 폐차되었지만 김진표 본인은 뒤집히면서 스티어링휠을 너무 세게 잡은 탓에가벼운 어깨통증만 있었다고 한다. 일단 김진표 본인은 2전은 차가 없어서 출전하지 못하고, 3전부터는 다시 참가하였다.[23]
(CJ 계열사인) XTM에서 중계를 하게됨과 동시에 인사이드 슈퍼레이스라는 매거진 프로그램이 함께 방송되었다. 진행은 이상민, 김진표, 김의수[24]
시즌 후반 GT클래스 활성화 방안으로 GT클래스를 4개 클래스로 분할, 기존 GT클래스는 GT1으로, 엔진 배기량에 따라 GT2-4 총 4개 클래스로 나뉘어 시범운영되며 슈퍼6000과 통합전이 아닌 개별 진행되었으며, GT클래스는 스탠딩 스타트로 출발하게 되었다. 다만 실제적으로 KARA의 기록에 포함된 것은 2016년 시즌부터 적용되었다.
슈퍼6000 클래스에서는 첫 일본이 아닌 해외 출신 드라이버(독일) 팀 베르그마이스터가 아트라스BX 소속으로 출전하였으며, 출전 첫 시즌에 챔피언으로 등극하였다. GT클래스는 쉐보레레이싱의 안재모가 챔피언의 자리를 차지하였고 슈퍼1600에서는 2013년에 이어서 2년만에 김효겸이 다시 챔피언에 등극했다.
한편, 중국 상하이에서 열리던 슈퍼레이스 3라운드 연습주행 중 조항우 선수의 경주차가 화재를 입어 전소되는 사고가 발생했다. 워낙 큰 화재였는지, 당시 조항우 선수가 입던 방염슈트도 타버렸을 정도였다고. 결국 아트라스BX의 조항우는 3라운드를 포기, 상하이 전은 팀 베르그마이스터 1인만 출격했었고 또한 김의수 감독이 CJ레이싱을 이끈 마지막 시즌이다.
2012년부터 열리기 시작했던 나이트 레이스는 이해부터 인제 스피디움으로 장소를 옮겨서 진행, 즉 밤의 황제를 결정하는 장소가 2015년부터 태백에서 인제로 옮겨졌다.
각 클래스별 챔피언
| 클래스             | 드라이버          | 팀(당시)      | 경주차[A]              | 포인트 |
| 슈퍼6000           | 팀 베르그마이스터 | 아트라스BX    | 현대 제네시스          | 116    |
| GT                 | 안재모            | 쉐보레 레이싱 | 쉐보레 크루즈 1.8T     | 126    |
| 슈퍼1600           | 김효겸            | D.factory     | 현대 아반떼 MD         | 95     |
| 엑스타 V720 엑센트 | 원상연            | D.factory     | 현대 엑센트            | 122    |
| 엑스타 V720 크루즈 | 정주섭            | DRT[26]       | 쉐보레 크루즈 디젤 2.0 | 116    |

#### 7. CJ대한통운(2016~현재)

##### 7.1. 2016 CJ 대한통운 슈퍼레이스 챔피언십
개최 클래스 : 슈퍼6000, GT-1, GT-2, GT-3, GT-4, 엑스타 V720 크루즈, 슈퍼1600, 엑스타 V720 엑센트
개막전 : 4월 24일 에버랜드 스피드웨이
최종전 : 10월 23일 코리아 인터내셔널 서킷
개최 라운드
- 슈퍼 6000 : 8라운드
- GT, 엑스타 V720&슈퍼1600 : 5라운드[27]

경기당 주행 랩수
| 클래스                    | 용인                | 주하이 | 상하이 | 영암              | 인제 | 후지 |
| 슈퍼6000                  | 23랩(4월 경기 기준) | 22랩   | 20랩   | 18랩              | 25랩 | 21랩 |
| GT-1/GT-2                 | 18랩(4월 경기 기준) | -      | -      | 15랩(최종전 14랩) | 21랩 | -    |
| GT-3                      | 16랩(4월 경기 기준) | -      | -      | 14랩              | 19랩 | -    |
| GT4                       | 17랩(4월 경기 기준) | -      | -      | 14랩              | 19랩 | -    |
| 엑스타 V720 엑센트/크루즈 | 13랩                | -      | -      | 9랩               | 9랩  | -    |

2008년을 마지막으로 보수공사에 들어가 경기가 펼쳐지지 않았던 에버랜드 스피드웨이에서 개막전과 7전이 펼쳐지게 되었고 이해부터 슈퍼 6000클래스가 국제 자동차연맹(FIA)으로부터 FIA 인터내셔널 시리즈로 공식 인증받았다. 또한 슈퍼 6000클래스의 카울이 기존 제네시스(BH, DH 혼용)에서 캐딜락 ATS-V로 바뀌었다.
CJ레이싱이 3개 계열사 팀으로 분할, CJ대한통운의 팀 코리아 익스프레스(이 팀이 CJ레이싱을 이어간다), CJ제일제당의 제일제당 레이싱, CJ E&M의 E&M모터스포츠 3개팀으로 창단하였다. 김의수 감독은 이해부터 제일제당 레이싱을 창단, 쏠라이트 인디고에서 뛰던 오일기를 파트너로 했지만 개막전 결승 참전도 하지 못했다고.[28]
KSF의 운영에 불만을 가진 서한-퍼플 모터스포트와 쏠라이트 인디고 레이싱팀이 슈퍼레이스에 합류하여 GT1과 GT2 클래스에 참가하였고, 또한 GT2 클래스와 KSF의 제네시스 쿠페 챔피언십 기술규정이 유사해 양 대회에 모두 참가하는 선수가 늘었다.
팀에서 3대 이상 출전할 경우 미리 챔피언십 포인트 2명을 선정해야 하는 기존 규정과 달리 상위 2명의 포인트를 합산하는 방식으로 변경되었다.
2015년과 달리 XTM에서 중국경기를 위성생중계로 방송하였고 중계진의 변화 (성승헌 캐스터, 윤재수 해설, 강병휘 해설)와 함께 매거진 프로그램 인사이드 슈퍼레이스에서는 김의수가 하차하고 개그맨 안소미가 MC로 합류하였다.
슈퍼6000클래스는 엑스타레이싱 정의철이 챔피언의 자리에 앉았으며, 팀 또한 팀 챔피언십 타이틀까지 더블챔피언 자리에 앉았다. GT1은 사상 초유의 동점 사태를 보이며 쏠라이트 인디고 레이싱의 최명길이 챔피언으로, 동점이지만(최다 1위, 최다 2위, 최다 3위까지 동률) 상위 랭크가 부족했던 서한-퍼플 모터스포트 김중군이 아쉽게 챔피언을 놓쳤다. 하지만 신설된 GT1클래스 팀 챔피언십은 서한-퍼플 모터스포트가3대 엔트리의 위엄으로 챔피언 타이틀을 획득하였다. GT2 클래스는 서한-퍼플 모터스포트 한민관이 챔피언이 되었다.
김중군은 이해 GT 챔피언십에서 100경기 달성에 성공, KARA 센추리 클럽에 가입했다.
각 클래스별 챔피언
| 클래스                 | 드라이버 | 팀(당시)               | 경주차[A]          | 포인트 |
| 슈퍼6000               | 정의철   | 엑스타 레이싱          | 캐딜락 ATS-V       | 126    |
| GT-1                   | 최명길   | 쏠라이트 인디고 레이싱 | 현대 제네시스 쿠페 | 109    |
| GT-2                   | 한민관   | 서한-퍼플모터스포트    | 현대 제네시스 쿠페 | 95     |
| GT-3                   | 김대혁   | 개인출장               | 현대 벨로스터 터보 | 151    |
| GT-4                   | 정승철   | 2KBODY                 | 현대 아반떼 MD     | 150    |
| Shell HELIX ULTRA 1600 | 이준은   | 드림레이서             | 현대 아반떼 MD     | 134    |
| 엑스타 V720 크루즈     | 정지원   | 닉스                   | 쉐보레 크루즈      | 138    |
| 엑스타 V720 엑센트     | 이중훈   | S12 모터스             | -[30]              | 134    |

V720 엑센트 각 라운드별 우승자
| 라운드  | 드라이버 | 소속 팀           |
| 1라운드 | 이중훈   | S12 모터스        |
| 2라운드 | 김대호   | 케이비 모터스포츠 |
| 3라운드 | 이중훈   | S12 모터스        |
| 4라운드 | 김대호   | 케이비 모터스포츠 |
| 5라운드 | 나창규   | Dyno-K            |
| 6라운드 | 나창규   | Dyno-K            |
| 7라운드 | 나창규   | Dyno-K            |

슈퍼1600 각 라운드별 우승자
| 라운드  | 드라이브 | 소속팀                 | 차량           |
| 1라운드 | 이준은   | 드림레이서(DreamRacer) | 현대 아반떼 MD |
| 2라운드 | 손인영   | 드림레이서(DreamRacer) | 현대 아반떼 MD |
| 3라운드 | 김성현   | Dyno-K                 | 현대 아반떼 MD |
| 4라운드 | 이준은   | 드림레이서(DreamRacer) | 현대 아반떼 MD |
| 5라운드 | 이건희   | G에너지 D.factory      | 현대 아반떼 MD |
| 6라운드 | 이준은   | 드림레이서(DreamRacer) | 현대 아반떼 MD |
| 7라운드 | 정원형   | 드림레이서(DreamRacer) | 현대 아반떼 MD |

##### 7.2. 2017 CJ 대한통운 슈퍼레이스 챔피언십
개최 클래스 : 슈퍼6000, GT-1, GT-2, GT-3, GT-4, 아반떼컵
개막전 : 4월 16일 에버랜드 스피드웨이
최종전 : 10월 29일 에버랜드 스피드웨이
개최 라운드
- 슈퍼 6000 : 8라운드[31]
- GT, 아반떼컵 : 7라운드

경기당 주행 랩수
| 클래스    | 용인 | 영암 | 인제 |
| 슈퍼6000  | 21랩 | 18랩 | 20랩 |
| GT-1/GT-2 | 17랩 | 14랩 | 20랩 |
| GT-3      | 17랩 | 13랩 | 13랩 |
| GT-4      | 16랩 | 13랩 | 12랩 |
| 아반떼컵  | 12랩 | 10랩 | 13랩 |

아시아 3개국 원정경기는 중국 1경기로 축소되고, 에버랜드 스피드웨이가 총 4라운드가 펼쳐지게 되었다. 중국 원정경기는 현지 대회의 서포트레이스가 아닌 단독레이스로 치룰 예정이었으나 사드 배치에 대한 중국의 보복 등 중국 내 반한감정이 심해지고 해외 원정 단독레이스 개최에 어려움이 따랐는지 국내 경기로 변경되었으며, 6000클래스는 최종전에 더블라운드로 진행되는 것으로 최종 결정되었다.
KSF에서 펼쳐지던 제네시스 쿠페 챔피언십과 벨로스터 터보 마스터즈가 각각 GT2와 GT3로 통합되었으며(제네시스 쿠페 클래스는 슈퍼레이스에서 진행되다 KSF로 이전하게 되었는데, 다시 고향으로 돌아오게 되었다.), 신설된 아반떼컵의 마스터즈 클래스가 슈퍼레이스에서 펼쳐지게 되었다. 슈퍼1600 클래스는 없어지는 대신 기술 규정 적용에 의거하여 1.6 과급엔진은 GT-3에, 1.6 자연흡기 엔진은 GT4 클래스에 참여할 수 있게 했다.
또한 엑스타 V720클래스는 엑스타 슈퍼챌린지로 이관되었다. 3라운드부터는 출력차이가 큰 GT1-2와 GT3-4가 분리되어 경기가 펼쳐지게 되었다.
6000클래스에서는 지난 시즌 3대의 이점을 살려 더블챔피언을 차지한 엑스타레이싱을 의식했는지 아트라스BX에서 3대를 엔트리하였으며, 일본인 야나기나 마사타카를 투입하였다. 팀 코리아 익스프레스는 CJ대한통운의 영문 사명 변경에 따라 CJ로지스틱스 레이싱으로 팀병을 변경하였으며, 대회 영문 타이틀 또한 변경되었다.
특히 타이어회사간 경쟁이 심해져 에버랜드 스피드웨이에서 테스트를 진행하는 한국타이어, KIC에서 테스트를 진행하는 금호타이어의 특성처럼 에버랜드에서 한국타이어가 휩쓸었다. 슈퍼 6000은 캐딜락의 후원으로 클래스 명을 캐딜락 6000으로 바꿔서 진행하게 되었다.
GT에서는 기술규정 변화로 TCR 규정을 일부 도입하여 차량이 더욱 와일드해졌다. (그 결과 서한-퍼플 모터스포트와 솔라이트 인디고 레이싱의 제네시스쿠페 경주차가 모습이 서로 많이 다르다) 쉐보레 레이싱은 신형 크루즈 레이스카를 제작하여 전륜구동의 단점을 직선 스피드로 보완하며 대응하였다. 서한-퍼플 모터스포트는 군 전역한 김종겸을 포함한 6명이 출전하였는데, 3명씩 레드와 블루팀으로 분리하여 GT1에 2명, GT2에 1명씩 출전하였다. 쏠라이트 인디고는 최명길과 협상이 타결되지 않아 --훗날 모 짝짓기 예능에서 밝혀진 바에 의하면 서주원 역시 계약이 불발될 뻔 했다고 한다.
쏠라이트 인디고 레이싱이 현대레이싱을 후원하는 형태로 현대쏠라이트레이싱이라는 이름으로 6000클래스에 출전하면서 최명길이 팀에 복귀하였다. 현대레이싱 소속 서승범이 지병인 심부전증으로 사망하였다. (페이스북에 올라온 어머니의 글에 의하면 현대성우라는 대기업으로부터 후원을 받는다고 엄청 기뻐했다고 한다.) 이에 직후 라운드에서는 서승범의 추모식이 함께 진행되었으며, 많은 선수들이 경주차에 with 서승범을 붙이고, 팀메이트인 최명길이 서승범의 경주차를 결선 레이스에서 주행하며 추모주행을 하였다. 이후 6000클래스와 GT1클래스에 일본인 사카구치 료헤이를 영입하여 서주원, 최명길, 사카구치 료헤이 3명이 GT1 2대, 6000 2대에 더블엔트리 형태로 참가하였다.
GT2는 제네시스쿠페 챔피언십 클래스 규정에 가깝기 변화되었는데, 대표적인 예로 커스텀 바디킷과 그릴의 현대자동차 로고 제거가 금지되어 제네시스쿠페 챔피언십 20클래스와 동일해졌다.
현대 아반떼컵 마스터즈는 작년 KSF 아반떼챌린지 상위 입상자를 대상으로 펼쳐지며 승격과 강등을 통해 챌린지 입상 선수들이 시즌 중반 마스터즈에 참가하여 엔트리번호가 3자리수인 선수가 일부 존재한다. 또한 세이프티카로 아이오닉 일렉트릭을 사용하여 최초의 전기차 세이프티카가 사용되었다.
중계방송은 전년도와 마찬가지로 XTM에서 중계하며 중계진의 변화는 없다. (다만 다른 일정과 겹치는 관계로 성캐가 2회 자리를 비웠다.) 인사이드 슈퍼레이스는 코리아 포뮬러에 참가한 바 있는 구새봄 아나운서가 MC로 합류하였으며, 이상민이 하차하여 김진표-구새봄 2MC체제가 되었다. 하지만 구새봄이 음주운전으로 하차하였으며, 김의수 감독이 MC로 합류하는가 했지만 신아영이 MC로 합류하였다.
6000클래스에서는 아트라스BX가 에버랜드를 휩쓸면서 6라운드에서는 클래스 최초 원투쓰리 피니쉬 (한 팀에서 1, 2, 3위를 모두 차지하는 것)를 차지하며[32] 조항우가 개인 챔피언을, 아트라스BX가 팀 챔피언을 차지하였다. GT1에서는 서한-퍼플 모터스포트 블루의 김종겸이 전역 후 첫시즌에서 챔피언을 차지하였으며, 팀은 팀챔피언을 차지하였다. GT2는 핸디캡웨이트를 무시하고 지난 시즌 후반부터 무쌍을 찍던 이원일 (~5전 원레이싱, 6전~ 쏠라이트 인디고 레이싱)이 시즌 막판 부진하여 1점차(!!)로 이레인의 이동호가 챔피언을 차지하였다.
한편 이 대회는 쉐보레 레이싱팀의 마지막 시즌이다. 이해 시즌 종료 후, GM에서 군산공장을 폐쇄시켜버린 바람에 쉐보레 레이싱도 사실상 공중분해, 이재우 감독은 외로이 캠프를 지키게 되었고, 쉐보레 레이싱의 영광을 함께 한 크루즈 경주차는 쓸쓸하게 어디론가 사라져, 2019년 시즌에 다시 모습을 드러냈다.
이해 시즌에는 대한자동차경주협회의 윤철수 이사가 현역으로 복귀했는데, 한국모터스포츠계의 원로인 윤철수 이사의 당시 나이는 63세로 슈퍼6000 클래스 드라이버 중 역대 최고령의 기록을 세웠다.
각 클래스별 챔피언
| 클래스            | 드라이버   | 팀(당시)              | 경주차[A]          | 포인트 |
| 슈퍼6000          | 조항우     | 아트라스BX            | 캐딜락 ATS-V       | 144    |
| GT-1              | 김종겸     | 서한퍼플-블루         | 현대 제네시스 쿠페 | 137    |
| GT-2              | 이동호     | 이레인레이싱          | 현대 제네시스 쿠페 | 122    |
| GT-3              | 김양호     | 챔피언루브_인투레이싱 | 현대 아반떼스포츠  | 143    |
| GT-4              | 유준선     | P&P MotorSports       | 현대 아반떼 MD     | 107    |
| 아반떼컵 마스터즈 | 박동섭[34] | 팀에이치엠씨          | 현대 아반떼스포츠  | 122    |

##### 7.3. 2018 CJ 대한통운 슈퍼레이스 챔피언십
개최 클래스 : 슈퍼6000, ASA GT, M클래스
개막전 : 4월 22일 에버랜드 스피드웨이
최종전 : 10월 28일 에버랜드 스피드웨이
개최 라운드
- 슈퍼 6000 : 9라운드[35]
- GT : 7라운드
- M클래스 : 6라운드

경기당 주행 랩수
| 클래스   | 용인 | 영암 풀코스 | 인제 | 영암 상설 |
| 슈퍼6000 | 21랩 | 18랩        | 24랩 | 32랩      |
| GT       | 16랩 | 13랩        | 18랩 | -         |
| M클래스  | 12랩 | 10랩        | 12랩 | -         |

해외 원정경기가 사라지고 지난 시즌 의도치 않은 더블라운드의 재미를 봤는지 6000클래스에 더블라운드를 추가, 최종전에서 더블라운드로 펼쳐진다.
참가자수가 저조한 GT3-4 클래스는 슈퍼챌린지로 이관되었으며, BMW M클래스가 신설되었다. M4 쿠페 원메이크로 펼쳐지며 최고출력 450마력으로 대회 최상위 클래스인 슈퍼6000의 스톡카의 최대출력(436마력)보다 높지만 국내B라이센스 이상 소지하면 출전할 수 있다. (참고로 300마력대의 GT1이 한단계 높은 국내A이며, 스톡카는 국제C 라이센스 이상을 보유하여야 참가가 가능하다.) 대회 참가 독려를 위해 참가신청 선착순 10명을 대상으로 R튠비용 1000만원 상당을 지원한다. 현대 아반떼컵 마스터즈가 작년과 마찬가지로 함께 열리게 되었다.[36]
TCR 코리아 출범과 함께 국내 팀에서 TCR에 대한 관심이 커지고, GT클래스의 기술규정 변화로 패들시프트 사용이 가능해지면서 TCR 차량의 GT1클래스 참가에 기대가 컸지만...[37]
사실상 해체수순을 밟는 쉐보레 레이싱과 해외 레이스와 TCR로 자리를 옮긴 쏠라이트 인디고 레이싱으로 인해 GT1에는 서한-퍼플 모터스포트만이 남게되었고, GT1클래스는 사실상 폐지 수순을 밟을 것으로 보인다. 이에 서한-퍼플 모터스포트는 김종겸이 아트라스BX로 이적시키고, 단일팀 체제로 슈퍼6000클래스로 이동하여 장현진, 김중군, 정회원의 3카 체제로 참가한다. 팀의 첫 스톡카 참가이지만 김중군은 과거 아트라스BX 소속으로 6000클래스에 참가하여 우승한 경험도 있고, 실력이 뛰어난 팀인 만큼 첫 시즌부터 강팀으로 평가되고 있다. 한편 지난 시즌까지 함께한 권봄이와 한민관이 팀을 떠나게 되었고, 유망주로 떠오르는 오한솔을 영입하여 GT클래스 참가의 명맥을 이어간다.
슈퍼6000클래스는 3년째 캐딜락 ATS-V 카울을 입고 출전한다.
XTM이 폐지되면서(XtvN으로 변경되었다.) 중계 채널이 변경되었다. 채널A가 슈퍼6000 클래스를 생중계하며 슈퍼레이스 매거진을 방송한다. KBS, SUPER ACTION, IB SPORTS에서 하이라이트를 재방송 한다. 또한 페이스북과 유튜브를 통해 전경기 생중계를 진행한다. 생중계조차 없던 2014년 이전보다는 좋아진 상황이지만 XTM 중계시절 2개클래스 중계와 다르게 슈퍼6000 클래스만 중계하는 점은 아쉽다고 할 수 있다.
하지만 뚜껑을 열어보니 XTM 중계시절보다 높은 중계 퀄리티와 네이버TV, 페이스북 방송에서도 실제 중계방송화면과 같이 현재순위 등을 보여주며 TV에서 중계하지 않는 나머지 클래스는 물론 예선전 중계까지 실시간 순위를 제공해 시청자 입장에서는 더욱 좋아졌다고 할 수 있다.
1라운드 용인 에버랜드 스피드웨이에서 펼쳐진 경기에서는 소음규정으로 인해 슈퍼6000 클래스나 GT클래스의 배기음보다도 순정 양산차로 진행되는 BMW M클래스의 배기음이 더 크고 우람하게 들리는 괴현상까지 발생하였다. 아무리 대도시와 인접해있고 바로 옆이 놀이공원이라고 해도 모터스포츠를 즐기는 이유 중 하나인 배기음이 에코드라이브로 바뀐 것은 많이 아쉬운 상황.
이해 GT클래스는 휠 전문 메이커인 ASA가 스폰서로 나서면서 ASA GT로 이름을 달았고, 슈퍼 6000 역시 지난해처럼 캐딜락의 후원으로 캐딜락 6000이란 이름으로 진행된다. 한편 이해 1라운드에서는 이데 유지가 황기에서 추월하는 규정 위반으로 인해 30초 가산 페널티가 부과, 제일제당에서 이엔엠으로 이적한 오일기가 스톡카 진출 이래 포디움 1위에 오르기도 했다.
이해 시즌 시작부터 김의수 감독이 유투브 의수네 자동차 채널을 열어서 홍보에 돌입했고 김의수와 이화선은 KBS 방송에서 슈퍼레이스 경기의 해설로도 참가했다.
각 클래스별 챔피언
| 클래스   | 드라이버 | 팀(당시)   | 경주차[A]          | 포인트 |
| 슈퍼6000 | 김종겸   | 아트라스BX | 캐딜락 ATS-V       | 135    |
| ASA GT   | 정경훈   | 비트알앤디 | 현대 제네시스 쿠페 | 143    |
| M클래스  | 현재복   | MSS        | BMW M4             | 115    |

##### 7.4. 2019 CJ 대한통운 슈퍼레이스 챔피언십
개최 클래스 : 슈퍼6000, GT1, GT2, M클래스, 미니 챌린지, 레디컬컵 아시아
개막전 : 4월 28일 에버랜드 스피드웨이
최종전 : 10월 27일 에버랜드 스피드웨이
개최 라운드
- 슈퍼 6000 : 9라운드[39]
- GT, 레디컬컵 아시아 : 8라운드
- M클래스, 미니 챌린지 : 6라운드

경기당 주행 랩수
| 클래스           | 용인 | 영암 풀코스 | 인제 | 영암 상설 |
| 슈퍼6000         | 21랩 | 18랩        | 24랩 | 30랩      |
| GT-1             | 14랩 | 12랩        | 18랩 | -         |
| GT-2             | 14랩 | 10랩        | 18랩 | -         |
| 레디컬 컵 에이스 | 14랩 | 10랩        | 20랩 | -         |
| 레디컬 컵 프로   | 14랩 | 10랩        | 20랩 | -         |
| M클래스          | 12랩 | 10랩        | 12랩 | -         |

김동빈 대표 체제로 열리는 첫번째 대회로[40][41] 용인에서 개막한 슈퍼레이스, 래디컬이 처음 도입되었으며, M클래스가 2년째 열리게 되었다.
슈퍼6000의 배기음은 작년보다 나아졌다고 하는것이 김의수 감독의 설명이며, 다른 클래스와 달리 슈퍼 6000에서는 우승자가 계속 바뀌면서 치열한 경쟁을 진행했다. 인제에서 열린 강원국제모터페스타는 아시아 짐카나 챔피언십도 열리면서 많은 관심을 모았다.
캐딜락 ATS-V 카울이 사용된 마지막 대회였다. 이 대회 이후 제일제당 레이싱 소속의 김동은이 군대에 입대했다. 미니 챌린지가 처음 모습을 드러냈고 이화선이 레이디스 부분 매니저로 자리를 옮겼다. 또한 쉐보레 크루즈 경주차가 비트알앤디 소속으로 다시 모습을 드러냈는데, 이 이듬해 개막전부터 정말 말도 안 되는 퍼포먼스를 보여주기 시작했다.
팀 동향을 보면, 퍼플모터스포트를 후원하던 서한이 자체 팀을 꾸려서 서한 GP로 움직이기 시작, 기존의 퍼플모터스포트는 새로운 드라이버를 뽑아서 사실상 재창단하는 형식으로 활동했다. 또한 이해 시즌을 마지막으로 제일제당과 E&M이 후원을 중단해 제일제당 레이싱과 E&M모터스포츠는 역사속으로 사라졌다. 취임하고 1년만에 개고생하는 김동빈 대표였다.
각 클래스별 챔피언
| 클래스          | 드라이버 | 팀(당시)          | 경주차[A]             | 포인트 |
| 슈퍼6000        | 김종겸   | 아트라스BX        | 캐딜락 ATS-V          | 112    |
| GT-1            | 정경훈   | SK ZIC 비트알앤디 | 현대 제네시스 쿠페3.8 | 110    |
| GT-2            | 박희찬   | 다가스            | 현대 벨로스터         | 186    |
| M클래스         | 권형진   | 카이즈유 탐앤탐스 | BMW M4                | 106    |
| 레디컬컵 아시아 | 손인영   | 디에이 모터스     | RADICAL SR1           | 168    |
| 미니 챌린지     | 이하윤   | -                 | 미니                  | 120    |

##### 7.5. 2020 CJ 대한통운 슈퍼레이스 챔피언십
개최 클래스 : 슈퍼6000, GT-1, GT-2, M클래스, 레디컬컵 코리아
개막전 : 6월 20일 코리아 인터내셔널 서킷
최종전 : 11월 29일 코리아 인터내셔널 서킷
개최 라운드
- 슈퍼 6000 : 8라운드
- GT : 8라운드
- M클래스, 레디컬컵 코리아 : 5라운드

2020 시즌 라운드별 일정
| 일자            | 경기   | 개최지                         | 슈퍼 6000 | GT        | M클래스   | 레디컬컵 코리아 |
| 6월 20일        | 개막전 | 코리아 인터내셔널 서킷(풀코스) | 1라운드   | 1라운드   | 1라운드   | 1라운드         |
| 6월 21일        | 2전    | 코리아 인터내셔널 서킷(풀코스) | 2라운드   | 2라운드   | 1라운드   | 1라운드         |
| 7월 4일         | 3전    | 에버랜드 스피드웨이            | 3라운드   | 3라운드   | 2라운드   | 2라운드         |
| 7월 5일         | 3전    | 에버랜드 스피드웨이            | 3라운드   | 4라운드   | 2라운드   | 2라운드         |
| 9월 19~20일[43] | 4전    | 코리아 인터내셔널 서킷(상설)   | 4라운드   | 경기 없음 | 경기 없음 | 경기 없음       |
| 10월 24~25일    | 5전    | 인제 스피디움                  | 5/6라운드 | 5/6라운드 | 3라운드   | 3라운드         |
| 11월 28일~29일  | 7전    | 에버랜드 스피드웨이            | 7/8라운드 | 7/8라운드 | 4라운드   | 4라운드         |

경기당 주행 랩수
| 클래스   | 용인 | 영암 풀코스 | 인제 | 영암 상설 |
| 슈퍼6000 | 21랩 | 18랩        | 24랩 | 29랩      |
| GT-1     | 17랩 | 13랩        | 22랩 | -         |
| GT-2     | 16랩 | 13랩        | 21랩 | -         |
| SR1      | 14랩 | 10랩        | 17랩 | -         |
| SR3      | 14랩 | 10랩        | 14랩 | -         |
| M클래스  | 12랩 | 10랩        | 14랩 | -         |

코로나 사태로 개막이 미뤄지다 결국 6월 20일 영암 KIC에서 개막전이 잡혔다. 2전은 같은 서킷에서 바로 다음 날, 더블라운드 형식으로 열리며 서킷의 배치는 1,2,4전은 영암 KIC 풀코스 / 3,7,8전은 에버랜드 스피드웨이, 5전은 인제 스피디움, 6전은 영암 상설 서킷이다.
6/19일 연습 주행을 30분 가량 실시간 스트리밍한 유튜브 채널  위더레이서의 루피 PD[44]는 전년도보다 배기음이 훨씬 커졌다고 말했다.
중계 채널은 채널A, 채널A플러스, XtvN 세 곳에서 하며 디지털 중계는 슈퍼레이스 홈페이지, 페이스북, 유튜브, 네이버TV, 카카오TV 에서 한다. 채널A플러스에서 GT클래스 결선 중계를 하며, 슈퍼 6000은 3채널 모두 진행. 특히 올해 GT클래스는 전술한 일정표대로 1전부터 4전까지 모두 더블라운드로 진행하기로 결정하는 초유의 결정을 내리면서 혹사 논란이 빚어지게 되었다. 즉 1전에 1R, 2전에 2R, 3전에 3R과 4R을 모두 하고, 4전에 5R/6R을 치르는 셈이다.
지난 2007년 슈퍼레이스 챔피언십 이름으로 대회를 개최한 이래 2020년 1라운드 경기에서 통산 100번째 경기를 치렀다. 14번째 시즌이 돼서야 100번째 경기를 맞이할 만큼 쉽지 않은 기록이다.
슈퍼 6000에서 도요타 GR 수프라 카울은 이 시즌부터 투입되며 클래스 명은 본래 명칭인 Super 6000으로 개최, GT1 클래스는 사실상의 제네시스 쿠페 원메이크에서 탈피, 벨로스터 N이 모습을 드러냈고 래디컬 클래스에서 활동하던 한민관이 GT클래스로 복귀, 그러나 미니 챌린지가 열리지 않아 아쉬움을 자아냈다.[45] 한편 코로나로 인해 개막전까지의 딜레이가 길었던 만큼 드라이버들의 이동 소식도 많이 들렸으며 해외 드라이버들의 입국이 어려워져 아트라스BX는 야나기다 마사타카의 대타로 쏠라이트 인디고의 최명길을 등판시키기도 했으며 제일제당 레이싱 팀의 해체로 인해 서주원은 로아르 레이싱을, 김의수 감독은 팀 ES를 새로 창단했다.
GT-1클래스에서는 2017년 시즌 이후 사라졌다가 2019년 시즌에 잠시 모습을 드러낸 크루즈 경주차가 모습을 다시 드러냈는데, 바로 비트알앤디의 감독겸 드라이버인 정경훈 선수가 들고 나오면서 모두를 경악시켰다.
레디컬컵은 아시아에서 코리아로 대회명을 변경, 기록과 경력에 따라 프로와 에이스로 열리던 작년과 달리 차량에 따라 클래스를 구분해 SR1과 SR3 클래스로 진행한다. 시범경기로 최상위급에 해당하는 SR8 차량도 2대가 출격해 눈길을 끌었지만 개막전에서의 트러블 및 사고로 인해 2라운드에서는 볼 수 없었다.
슈퍼 6000 드라이버 라인업에서는 1년을 감독직에만 매진한 김의수 감독이 선수로 현역에 복귀, 시즌 최고령 드라이버 타이틀을 다시 가져갔다.[46] 조항우 드라이버는 이에 대해 "자신이 제일 나이가 많은 드라이버가 아닌게 너무 기분이 좋고, 앞으로 오래오래 타려면 선배 드라이버들을 모셔야 한다는 것도 알고 있다."고 100 경기 기념 프로그램에서 밝혔다.[47]
한편, 코로나 사태로 인해 미뤄진 개막일정으로 인해 2020 시즌에는 나이트레이스가 열리지 않는다. 또한 1라운드부터 3라운드까지 무관중으로 진행하며 4라운드인 8월의 영암 KIC 전은 7월 중순에 결정할 예정이라고. 또한 시즌 중이던 2020년 6월 29일, 2021 시즌부터 캐딜락 CT4 원메이크 레이스를 개최한다는 사실을 발표했으며 실제 협약식은 6월 26일에 열렸다.[48]
그리고 개막전부터 터진 GT클래스의 사고로 인해 GT클래스의 미캐닉들은 수리로 고생하고 있다. 한편 7월 4일에 열린 레디컬컵 제2전에서는 시뮬레이션 레이싱계에서 유명한 '볼트킴' 김규민 선수가 SR1 클래스에 데뷔해 클래스 1위, 종합 3위를 차지했다.[49]
7월 6일 류시원(팀 106)이 당초 1년간 쉬겠다는 각오를 깨고, 후반기에 복귀한다고 밝혔다. 슈퍼 6000으로 복귀는 어려운 관계로 일단은 GT-1 클래스에 복귀한다고 밝힌 것. 한편, 7월 24일에는 슈퍼레이스측에서 일정 조정을 발표했는데, 8월 15일에 열릴 예정이었던 슈퍼레이스 제4전이 9월 인제전으로 변경되었다. 당초 인제전에서 GT 클래스는 단일 라운드로 치러질 예정이었으나 일정 변동으로 인해 인제전까지 GT클래스는 더블 라운드를 치르게 되었고 또한 당초 최종전 겸 더블라운드로 치러질 예정이었던 10월 용인전의 슈퍼 6000은 단일 라운드로 변경되었다.
하지만 변수는 코로나 사태인데 8월 20일, 9월 6일에 열릴 예정이었던 인제전이 잠정적으로 연기되었다. 결국 이 이후 시즌이 전술한 것에서 다시 꼬이는 바람에 사상 유례없이 가장 늦게 최종전이 열린 대회가 되었다. 2010년 이후 10년만에 11월에 시즌을 마무리 한 셈이다. 게다가 그 2010년보다도 늦게 마무리 되었다.
2020년 11월 28일~29일의 2020슈퍼레이스 슈퍼6000클래스 7라운드, 8라운드에 2017년 이후 해외 레이스에 참가했던 한국 모터스포츠계의 명문팀 "쏠라이트 인디고 레이싱팀"이 출전한다. 드라이버는 2017년 슈퍼레이스 GT2 클래스에 참가했고, 이후 TCR 아시아에 참전했던 김진수 드라이버.
2020 시즌은 결국 무관중 경기만 치르게 되었다. 그런데 최종전에서 GT2의 박동섭 선수는 동력계 이상으로 차가 서고 슈퍼6000의 권재인 선수는 차에서 연기나는 사고가 벌어지면서, 끝까지 사건이 터진 경기로 남았다.
각 클래스별 챔피언
| 클래스            | 드라이버 | 팀(당시)          | 경주차[A]         | 포인트 |
| 슈퍼6000          | 정의철   | 엑스타 레이싱팀   | GR 수프라         | 103    |
| 금호 GT1          | 정경훈   | 비트알앤디        | 제네시스 쿠페[51] | 118    |
| 금호 GT2          | 박동섭   | 위드모터스포츠    | 아반떼 스포츠     | 178    |
| BMW M             | 김효겸   | 광주H모터스레이싱 | BMW M4            | 64     |
| Radical Cup Korea | 김현준   | 유로모터스포츠    | 레디컬 SR1        | 73     |

##### 7.6. 2021 CJ 대한통운 슈퍼레이스 챔피언십
2021년 시즌의 잠정 일정은 2020년 11월 29일에 발표되었다. 당초 5월 16일 용인에서 열리는 개막전을 시작으로, 10월 30일~31일 용인에서 열리는 더블라운드를 끝으로 하는 일정으로 발표되었다. 하지만 후에 최종전이 11월 6일~7일 열리는 것으로 변경됐다가, 6월 12~13일에 열리는 2전이 7월10일 단일라운드로 변경되면서 최종전 날짜가 11월 20~21일로 이동했다.
7월에는 2020년에는 열리지 못했던 나이트레이스가 열릴 예정이다. 클래스로는 M클래스가 빠지고 타임트라이얼 클래스인 CT4 클래스가 추가될 예정이라는 근거없는 소문이 있었지만 BMW M 클래스는 변화없이 진행되고 캐딜락 CT4 클래스가 신설된다.
그리고 2전 인제 나이트레이스는 관중 입장이 허가되었다 비록 30%만 입장 가능+지정석이란 단점이 있으나 팬들의 눈은 벌써 뒤집혀서 표가 발매 개시 30분만에 매진됐다!
최종전인 7,8전은 유관중으로 진행된다!
- 팀

팀 ES와쏠라이트 인디고 레이싱은 참여하지 않는다.[52]
'L&K 모터스'와 '울산X디알 모터스포트'가 슈퍼 6000에 새로 참여한다
- 드라이버 이은정(L&K 모터스)이 슈퍼 6000클래스에 새롭게 참여한다. 김동은이 나이트레이스 부터 슈퍼 6000클래스에 복귀한다.소속은 L&K 모터스이다.

2021 시즌부터 슈퍼6000 타이어 공급사가 추가되었다.
- 한국타이어[53][54]
- 금호타이어[55][56]
- 넥센타이어[57]
- 번외: 요코하마 타이어[58] [59]

금호GT의 경우 차량 기준완화, 웨이트조정이 되었다.
TV 중계진은 전년도처럼 성승헌 캐스터에 윤재수, 김범훈 해설 체제였는데, 시즌 중, 성승헌 캐스터의 일정 문제로 김일중 아나운서가 대신 캐스터로 나선 경기가 몇 경기 있었다.
9월의 3라운드인 강원국제모터페스타에서는 ASA-KIC Cup의 스프린트 레이스로 열리던 KF1600이 포뮬러 클래스라는 이름으로 열리면서 15랩의 경기를 진행했다. 슈퍼레이스에서 포뮬러 클래스가 열린 것은 2007년 이후 14년만의 일로, 이날 경기에는 지젤킴 선수가 우승을 차지했다. 특히 이날 지젤킴 선수는 시상대 위에서 다니엘 리카도의 유명한 퍼포먼스인 슈이를 직접 선보였다. # 덤으로 이건 사실상 국내 1호라 해도 과언이 아닌 셈인데, 그동안에 이걸 한 드라이버가 없는 것으로 알려져 있는지라 이 퍼포먼스는 거의 충격에 가까운 모습이었다.
| 일정표        |                |                             |                                   |
| 라운드        | 일자           | 장소                        | 컨셉                              |
| 1라운드       | 5월 16일       | 에버랜드 스피드웨이         | 개막전                            |
| 2라운드[60]   | 7월 10일       | 인제 스피디움               | 나이트레이스                      |
| 3라운드       | 9월 5일        | 인제 스피디움               | 강원 국제 모터 페스타             |
| 4라운드[61]   | 10월 24일      | 코리아 인터내셔널 서킷 상설 | 전남GT                            |
| 5,6라운드     | 11월 6~7일     | 에버랜드 스피드웨이         | 더블라운드                        |
| 7,8라운드[62] | 11월 20일~21일 | 코리아 인터내셔널 서킷      | Golden Monent(최종전 더블 라운드) |

주최사인 CJ대한통운 주관하에 슈퍼 6000에서 패스티스트랩 포인트가 새로 추가되었으며, 결선에서 가장 빠른 랩타임을 기록한 드라이버 3인에게 30, 20, 10 포인트를 부여한다. 이 포인트는 시즌동안 누적된다.
경기당 주행 랩수(타임트라이얼 제외)
| 클래스   | 용인 | 영암 풀코스 | 인제 | 영암 상설 |
| 슈퍼6000 | 21랩 | 18랩        | 24랩 | 32랩      |
| GT-1     | 17랩 | 11랩        | 22랩 | -         |
| GT-2     | 16랩 | 11랩        | 21랩 | -         |
| SR1      | 11랩 | 10랩        | 17랩 | -         |
| SR3      | 12랩 | 10랩        | 18랩 | -         |
| M클래스  | 12랩 | 10랩        | 15랩 | -         |

| 개막전 우승 드라이버 |            |                 |               |
| 클래스               | 드라이버   | 당시 소속팀     | 경주차[A]     |
| 슈퍼6000             | 황진우     | ASA&준피티드    | GR-수프라     |
| 금호 GT1             | 이창욱     | 퍼플모터스포트  | 제네시스 쿠페 |
| 금호 GT2             | 도영주     | 그릿모터스포츠  | 벨로스터      |
| 캐딜락 CT4           | 김문수[64] | 드림레이서      | CT4           |
| BMW M                | 권형진     | 탐앤탐스 레이싱 | BMW M4        |
| Radical Cup Korea    | 최정택     | 유로 모터스포츠 | 레디컬 SR3    |
| Radical Cup Korea    | 김돈영     | 유로 모터스포츠 | 레디컬 SR1    |

| 2021시즌 각 클래스별 최종 챔피언 |          |                           |                |        |
| 클래스                           | 드라이버 | 팀(당시)                  | 경주차[A]      | 포인트 |
| 슈퍼6000                         | 김종겸   | 아트라스비엑스 모터스포츠 | GR-수프라      | 103    |
| 금호 GT1                         | 정경훈   | 서한GP                    | 제네시스 쿠페  | 109    |
| 금호 GT2                         | 김성훈   | 투케이바디                | 벨로스터       | 161    |
| 캐딜락 CT4                       | 변정호   | 캐딜락 CT4                | CT4            | 82     |
| BMW M                            | 권형진   | 탐앤탐스 레이싱           | BMW M4         | 91     |
| Radical Cup Korea                | 김택성   | 유로 모터스포츠           | 레디컬 SR3[66] | 78     |
| Radical Cup Korea                | 김현준   | 유로 모터스포츠           | 레디컬 SR1     | 80     |

##### 7.7. 2022 CJ 대한통운 슈퍼레이스 챔피언십
•팀
아트라스BX가 소닉모터스포츠-아트라스비엑스팀을 창단했다.
마이더스 레이싱, 울산x디알 모터스포트, 퍼플모터스포트,원레이싱은 참가하지 않지만 브랜뉴 레이싱이 슈퍼6000클래스에 참가한다.
•선수
2월 11일까지 들려온 이적 동향은 그야말로 충격과 공포라고 해도 과언이 아니었다.
가장 큰 충격이라면, 엑스타의 창단 멤버나 다름없는 정의철이 엑스타와의 계약을 해지하고 볼가스 모터스포츠로 이적, 볼가스가 2카 체제를 형성하게 되었다. 여기에 후술하는 대로 노동기가 현역으로 복무하게 되면서 자리가 빈 엑스타 레이싱팀은 드라이버 라인업이 재편된 바, 이찬준이 엑스타 레이싱팀으로 이적했고 동시에 2021시즌 퍼플모터스포트 GT 클래스 소속이었던 이창욱이 엑스타 레이싱팀에 합류하면서 팀을 재편했다.
엑스타 레이싱의 노동기와 CJ로지스틱스의 최광빈이 군 입대함으로서,이번시즌은 불참, 마이더스 레이싱 소속으로 GT 클래스에서 뛰던 김민상 선수 역시 최종전을 마치고 2일 뒤에 입영했다.
황진우 선수의 엔페라 레이싱팀 이적으로 공백이 생긴 ASA&준피티드 레이싱는 서한 GP의 GT클래스 드라이버인 오한솔을 데려왔으며 이로서 오한솔 드라이버는 슈퍼6000으로 승격했다.
前 6000클래스 드라이버이자 2021 시즌 CJ로지스틱스 레이싱의 드라이빙 코치로 활동하던 정연일이 CJ로지스틱스 레이싱소속으로 슈퍼6000에 복귀한다.
또한 원레이싱은 권재인 선수 대신 GT클래스에서 활동하던 임민진 선수를 슈퍼6000으로 올린다는 이야기가 있었고 2015년 CJ레이싱에서 GT클래스 드라이버로 활동하던 양용혁 선수의 슈퍼6000 참가 이야기도 들려왔다.
3월 21일,엑스타와 CJ 로지스틱스가 라인업을 공식 발표했다. 양태근[67]이 소닉모터스포츠-아트라스비엑스 소속으로 출전한다.
서주원이 L&K 모터스로 이적한다. 작년 2라운드 이후 감독 생활에 전념하였지만, 다시 선수로 복귀한다.
김동은은 원레이싱 소속으로 GT1클래스에 참가한다.
오일기는 이번 시즌은 참가하지 않는다.
아트라스비엑스 모터스포츠와 서한 GP는 기존 라인업을 유지한다.
| 현 상황 |                       |
| 노동기  | 엑스타 -> 입대        |
| 최광빈  | CJ 로지스틱스 -> 입대 |
| 이찬준  | 로아르 -> 엑스타      |
| 이창욱  | 퍼플 -> 엑스타        |
| 정의철  | 엑스타 -> 볼가스      |
| 정연일  | - -> CJ 로지스틱스    |
| 황진우  | 준피티드 -> 엔페라    |
| 김민상  | 마이더스 -> 입대      |
| 서주원  | 로아르 -> L&K         |
| 양태근  | - -> 소닉             |
| 김동은  | L&K -> 원 레이싱      |
| 김학겸  | 마이더스 -> 준피티드  |

- 규정

1. 타이어 챔피언십이 신설되었다.한국,금호,넥센이렇게 타이어 3사도 슈퍼6000클래스에서 본격적으로 경쟁하게 되었다.
2.Q3가 부활했다.
3.2라운드에 150km 내구 레이스가 진행된다. 내구 레이스에서는 의무 피트 스톱규정이 생겼다
4.M클래스가 확장되었다. 모든 M 시리즈 차량이 출전 가능하다.
- 넘버 변경 김종겸이 1번을 되찾았다.

- 기타 중계방송이 개선되었으며 금호 GT1이 채널A에서 중계된다. 5월 22일부터 CJ쪽 중계채널이 tvN SHOW에서 tvN SPORTS로 변경되었으며 제5전인 강원국제모터페스타에서는 포뮬러 클래스가 개최 되었는데, 여기에 2021년도 S-FJ/JAF F4 일본 제일 결정전 3위에 입상한 타카구치 다이스케 선수가 참전, 동시에 대회조직위원회 특별허가로 만 14세를 3일 남긴 중학생 레이서가 참전했다.#[70] 최종 더블라운드 2연전동안, 슈퍼 6000과 금호 GT 클래스에서 원투쓰리 피니시가 오랜만에 등장했다! 주인공은 엑스타 레이싱팀[71]과 브랜뉴 레이싱[72]으로 슈퍼 6000에서 이 기록이 나온 건 2017년 제6전에서 아트라스BX 모터스포츠가 기록한 이후 5년 만에, GT에서는 2013년 최종전에서 EXR 팀 106이 기록한 이후 9년만의 일이다.

| 시즌 일정 |           |      |               |
| 라운드    | 일자      | 장소 | 컨셉          |
| 테스트    | 4.5       | 용인 | 1차           |
| R1        | 4.23~4.24 | 용인 |               |
| R2        | 5.21~5.22 | 영암 |               |
| R3        | 6.11      | 인제 | 나이트 레이스 |
| R4        | 7.16~7.17 | 영암 |               |
| R5        | 8.20~8.21 | 인제 |               |
| R6        | 10.1~10.2 | 영암 | 전남 GT       |
| R7        | 10.22     | 용인 |               |
| R8        | 10.23     | 용인 |               |

경기당 주행 랩수(타임트라이얼 제외)
| 클래스                   | 용인 | 영암 풀코스 | 영암 풀코스(내구) | 인제 |
| 슈퍼6000                 | 21랩 | 18랩        | 27랩              | 24랩 |
| GT-1                     | 17랩 | 13랩        | -                 | 22랩 |
| GT-2                     | 17랩 | 13랩        | -                 | 21랩 |
| 스포츠 프로토타입 코리아 | 14랩 | 10랩        | -                 | 18랩 |
| M클래스                  | 12랩 | 10랩        | -                 | 15랩 |

| 2022시즌 각 클래스별 최종 챔피언 |          |        |                                |                   |
| 클래스                           | 드라이버 | 엔트리 | 팀(당시)                       | 경주차            |
| 슈퍼6000                         | 김종겸   | 01     | 아트라스비엑스 모터스포츠 [74] | 토요타GR 수프라   |
| 금호 GT                          | 정경훈   | 01     | 서한 GP                        | 현대 제네시스쿠페 |
| 금호GT2                          | -        | -      | -                              | -                 |
| BMW M                            | 한상규   | 08     | 브이에잇                       | BMW               |
| 캐딜락CT4                        | 김문수   | 70     | 캐딜락CT4                      | 캐딜락 CT4        |
| 스포츠 프로트타입 컵             | 박성연   | 12     | 유로 모터스포츠                | 레디컬 SR3        |
| 스포츠 프로트타입 컵             | 박성연   | 12     | 유로 모터스포츠                | 레디컬 SR1        |

#### 7.8. 2023 CJ 대한통운 슈퍼레이스 챔피언십
1) 일정
2022 시즌을 마치고 슈퍼레이스 측에서 일정을 발표했는데, 나이트 레이스를 두번 열고, 더블 라운드를 두번 여는 체제로 진행한다. 즉, 개막전과 최종전을 더블라운드로 진행하는 셈.
2022년 11월 21일, 잠정 캘린더가 수정 발표되었다. 이하의 일정표는 슈퍼6000을 기준으로 한다.
|               |        |      |                                             |
| 2023 일정     |        |      |                                             |
| 일시          | 라운드 | 장소 | 비고                                        |
| 4월 22일      | R1     | 용인 | 개막전 더블라운드                           |
| 4월 23일      | R2     | 용인 | 개막전 더블라운드                           |
| 6월 3~4일     | R3     | 영암 | 아시안 모터스포츠 카니발/ 200km 내구 레이스 |
| 7월 8일       | R4     | 인제 | 강원 나이트 레이스                          |
| 8월 19~20일   | R5     | 용인 | 썸머 페스티벌                               |
| 9월 23일~24일 | R6     | 영암 | with 전남GT                                 |
| 11월 4일      | R7     | 용인 | 골든 모먼트                                 |
| 11월 5일      | R8     | 용인 | 골든 모먼트                                 |

제3라운드는 포르쉐 카레라 컵 아시아, 제5라운드는 람보르기니 슈퍼 트로페오 아시아가 같이 열릴 예정이다.
2) 선수 변동
| 선수            | 이전팀          | → | 이적팀              | 출전 클래스    | 비고         |
| 오한솔          | 준피티드 레이싱 | → | CJ로지스틱스 레이싱 | 슈퍼6000       |              |
| 박준서          | 브랜뉴 레이싱   | → | CJ로지스틱스 레이싱 | GT1 → 슈퍼6000 | 승급         |
| 박규승          | 브랜뉴 레이싱   | → | 브랜뉴 레이싱       | GT1 → 슈퍼6000 | 승급         |
| 요시다 히로키   | -               | → | 엑스타 레이싱팀     | 슈퍼6000       | [개막전]     |
| 서석현          | 마이더스 레이싱 | → | AMC 레이싱팀        | 슈퍼6000       | 복귀         |
| 아오키 타카유키 | -               | → | AMC 레이싱팀        | 슈퍼6000       | 복귀[개막전] |
| 황진우          | 엔페라 레이싱팀 | → | 준피티드 레이싱     | 슈퍼6000       |              |
| 손인영          | -               | → | 슈퍼6000            | L&K 모터스     | 신규         |
| 이정우          | 엑스타 레이싱팀 | → | -                   | -              | 입대         |
| 카를로 반 담    | -               | → | AMC 레이싱팀        | 슈퍼6000       | 복귀         |
| 송영광          | -               | → | 엑스타 레이싱팀     | 슈퍼6000       | 신규         |

• 2022년 11월 22일, 국내 자동차 관련 웹진인 오토레이싱의 보도를 통해 2021 시즌을 마치고 군복무에 돌입한 노동기가 전역후에 아트라스BX로 갈 예정이라는 기사가 나왔다. 다만, 후술한 대로 금년 시즌에는 해외 무대에 참전할 예정.
• 엑스타 레이싱팀 소속 이정우 선수는 군 복무를 위해 이번 시즌에 불참한다.
• 2월 1일, CJ로지스틱스 레이싱이 2023년 드라이버 라인업을 발표했다.
3) 은퇴
엑스타 레이싱팀의 감독이었던 김진표가 감독직을 내려놓았다. 후임 감독은 운영 팀장이던 신영학.
4) 신규 팀
슈퍼6000클래스에 'AMC 레이싱팀'이 참가한다
드리어버는 서석현(#99), 아오키 타카유키(#03)[80]
5) 이탈 후 복귀 팀
볼가스 모터스포츠가 2차전을 끝으로 대회를 떠난다. 팀 SNS에도 명확한 사유를 밝히고는 있지 않으나 정황상 1라운드에 발생한 사고의 페널티 처분에 대한 항소가 기각된 것이 원인으로 보인다. 3차전을 결장하고 4차전부터 복귀한다
6) 기타
2023년 대전 목상동 한국타이어 공장 화재의 여파로 인하여 아트라스BX 모터스포츠는 이번 시즌 불참하고 유럽 무대에 전념한다.
덩달아 세컨팀인 소닉모터스포츠-아트라스비엑스도 불참한다.
제 5라운드 서머 페스티벌에서 이벤트전 성격으로 대한통운 탑차들이 모여 레이싱을 진행했다.

## 슈퍼레이스 e스포츠 (eSports)

### 2020 CJ대한통운 e슈퍼레이스 시리즈
슈퍼레이스 챔피언십을 주최, 주관하는 ㈜슈퍼레이스는 모터스포츠를 기반으로 하는 e스포츠 대회인 e슈퍼레이스를 함께 운영한다. 2020년 ‘2020 CJ대한통운 e슈퍼레이스’라는 대회명으로 시작한 슈퍼레이스의 e스포츠는 레이싱 기어를 활용해 PC기반의 시뮬레이션 레이싱 게임으로 순위를 가르는 방식으로 진행됐다.
2020년 8월 온라인으로 세 차례의 선발전을 통해 30명의 첫 정규리그 참가 드라이버를 선발했다. 30명의 정규리그 참가 드라이버는 총 10라운드의 레이스에 참가했으며, 라운드마다 순위에 따라 주어지는 챔피언십 포인트를 합산해 정규리그 우승자를 가렸다. 출범 첫 시즌인 2020년에는 총 6번의 라운드에서 1위를 차지한 김영찬이 우승의 영광을 안았다. 정규리그를 마친 후 상위 18명의 드라이버들에게는 시즌 챔피언을 결정하는 그랜드 파이널에 진출할 수 있는 기회가 부여됐다.
정규리그 외에도 세 번의 와일드카드 결정전을 통해 그랜드 파이널에 참가할 5명의 드라이버를 추가로 선발했다. 시즌 일정이 진행되는 동안 온라인에서는 가장 빠른 랩 타임을 겨루는 ‘더 패스티스트’가 진행됐는데, 1위를 차지한 드라이버 1명도 그랜드 파이널에 진출했다.
2020년 12월 12일에 열린 그랜드 파이널에서는 3번의 레이스가 진행됐다. 각 레이스마다 순위에 따라 차등 부여된 포인트를 합산해 최종 시즌 챔피언을 선정했다. 2020시즌 챔피언은 정규리그에서 2위에 그쳤던 김규민이 차지했다.

#### 정규리그 결과
| 순위 | 이름   | 이름             | DRIVER ID       | TOTAL POINT |
| 1    | 김영찬 | Kim, Young-Chan  | 04_K.YoungChan  | 241         |
| 2    | 김규민 | Kim, Gyu-min     | 55_K.GyuMin     | 228         |
| 3    | 이상진 | Lee, Sang-Jin    | 98_L.SangJin    | 213         |
| 4    | 임재혁 | Im, Jeo-Heouck   | 37_I.JeoHeouck  | 173         |
| 5    | 박윤호 | Park, Yun-Ho     | 11_P.YunHo      | 170         |
| 6    | 홍선의 | Hong, Seon-Ui    | 16_H.SeonUi     | 165         |
| 7    | 이재연 | Lee, Jae-Yeon    | 14_L.JaeYeon    | 162         |
| 8    | 이창욱 | Lee, Chang-Uk    | 33_L.ChangUk    | 155         |
| 9    | 김동주 | Kim, Dong-Joo    | 85_K.DongJoo    | 151         |
| 10   | 전진한 | Jeon, Jin-Han    | 25_J.JinHan     | 140         |
| 11   | 고재모 | Go, Jae-Mo       | 52_G.JaeMo      | 138         |
| 12   | 정연섭 | Jeong, Yeon-Seob | 01_J.YeonSeob   | 135         |
| 13   | 장준호 | Jang, Jun-Ho     | 06_J.JunHo      | 120         |
| 14   | 이충호 | Lee, Chonng-Ho   | 44_L.ChoongHo   | 97          |
| 15   | 장우혁 | Jang, Woo-Hyeok  | 22_J.WooHyeok   | 94          |
| 16   | 박치형 | Park, Chi-Hyeong | 54_P.ChiHyeong  | 88          |
| 17   | 조윤식 | Cho, Yoon-Sik    | 89_C.YoonSik    | 87          |
| 18   | 김동영 | Kim, Dong-Young  | 23_K.DongYoung  | 66          |
| 19   | 정윤호 | Jung, Yoon-Ho    | 24_J.YoonHo     | 62          |
| 20   | 조병찬 | Cho, Byeong-Chan | 99_C.ByeongChan | 58          |
| 21   | 이진영 | Lee, Jin-Yeong   | 94_L.JinYeong   | 55          |
| 22   | 강신홍 | Kang, Shin-Hong  | 17_K.SinHong    | 44          |
| 23   | 김태웅 | Kim, Tae-Woong   | 09_K.TaeWoong   | 43          |
| 24   | 신우진 | Shin, Woo-Jin    | 02_S.WooJin     | 39          |
| 25   | 안준혁 | Ahn, Jun-Hyuk    | 05_A.JunHyuk    | 33          |
| 26   | 김덕진 | Kim, Deok-Jin    | 13_K.DeokJin    | 23          |
| 27   | 권혁찬 | Kwon, Hyuk-Chan  | 20_K.HyukChan   | 14          |
| 28   | 최광빈 | Choi, Gwang-Bin  | 63_C.GwangBin   | 10          |
| 29   | 이찬준 | Lee, Chan-Joon   | 66_L.ChanJoon   | 3           |
| 30   | 안도현 | An, Do-Hyun      | 64_A.DoHyun     |             |

#### 그랜드파이널 결과
| 순위 | 이름   | 이름             | DRIVER ID       | TOTAL POINT |
| 1    | 김규민 | Kim, Gyu-min     | 55_K.GyuMin     | 71          |
| 2    | 권혁진 | Kwon, Hyuk-Jin   | 95_K.HyukJin    | 48          |
| 3    | 이상진 | Lee, Sang-Jin    | 98_L.SangJin    | 43          |
| 4    | 박윤호 | Park, Yun-Ho     | 11_P.YunHo      | 35          |
| 5    | 김영찬 | Kim, Young-Chan  | 04_K.YoungChan  | 31          |
| 6    | 장준호 | Jang, Jun-Ho     | 06_J.JunHo      | 28          |
| 7    | 이창욱 | Lee, Chang-Uk    | 33_L.ChangUk    | 19          |
| 8    | 홍선의 | Hong, Seon-Ui    | 16_H.SeonUi     | 15          |
| 9    | 이재연 | Lee, Jae-Yeon    | 14_L.JaeYeon    | 12          |
| 10   | 임재혁 | Im, Jeo-Heouck   | 37_I.JeoHeouck  | 11          |
| 11   | 정윤호 | Jung, Yoon-Ho    | 24_J.YoonHo     | 11          |
| 12   | 이충호 | Lee, Chonng-Ho   | 44_L.ChoongHo   | 7           |
| 13   | 장우혁 | Jang, Woo-Hyeok  | 22_J.WooHyeok   | 5           |
| 14   | 강신홍 | Kang, Shin-Hong  | 17_K.SinHong    | 5           |
| 15   | 김동영 | Kim, Dong-Young  | 23_K.DongYoung  | 1           |
| 16   | 정연섭 | Jeong, Yeon-Seob | 01_J.YeonSeob   | 0           |
| 17   | 신우진 | Shin, Woo-Jin    | 02_S.WooJin     | 0           |
| 18   | 안준혁 | Ahn, Jun-Hyuk    | 05_A.JunHyuk    | 0           |
| 19   | 김태웅 | Kim, Tae-Woong   | 09_K.TaeWoong   | 0           |
| 20   | 권혁찬 | Kwon, Hyuk-Chan  | 20_K.HyukChan   | 0           |
| 21   | 박치형 | Park, Chi-Hyeong | 54_P.ChiHyeong  | 0           |
| 22   | 이규빈 | Lee, Gyu-Bin     | 66_L.GyuBin     | 0           |
| 23   | 조병찬 | Cho, Byeong-Chan | 99_C.ByeongChan | 0           |

### 2021 CJ대한통운 e슈퍼레이스 시리즈
두 번째 시즌인 2021 시즌에는 단일리그로 진행됐던 2020년과 달리 섬머 시즌과 윈터 시즌으로 나뉘어 두 번의 정규리그를 진행할 예정이다. 2021년 2월 현재 시즌 일정은 아직 공식적으로 발표되지 않았다. 2020 시즌은 개인전 형태로 대회가 치러졌지만 2021 시즌은 팀들 간의 경쟁으로 진행될 예정이다. 팀전 형태로 변화하면서 1부, 2부 리그의 승강제 또한 고려하고 있다. 1부 리그 팀은 10팀 내외로 구성될 전망이다.